# Русский музей
Госуда́рственный Ру́сский музе́й (сокр. ГРМ; при учреждении и по 1917 год — «Ру́сский Музе́й Импера́тора Алекса́ндра III») — российский государственный художественный музей в Санкт-Петербурге, крупнейшее в мире собрание русского изобразительного искусства.
Выставочный комплекс современного Русского музея — один из крупнейших в мире по площади (в общей сложности более 30 га) — включает пять зданий в исторических районах Петербурга: Михайловский дворец с корпусом Бенуа, Михайловский (Инженерный) замок, Мраморный дворец, Строгановский дворец и Летний дворец Петра I. В состав музея входят также Михайловский сад, Летний сад, сад Михайловского (Инженерного) замка и Домик Петра I на Петровской набережной и ряд других зданий.
На 1 января 2015 года собрание Русского музея составило 410 945 единиц хранения. В это число входят произведения живописи, графики, скульптуры, нумизматики, декоративно-прикладного и народного искусства, а также архивные материалы.
В 2021 году музей стал вторым по посещаемости художественным музеем в мире.

## История
13 (25) апреля 1895 года был издан именной высочайший указ императора Николая II «Об учреждении особого установления под названием „Русский музей императора Александра III“ и о представлении для сей цели приобретённого в казну Михайловского дворца со всеми принадлежащими к нему флигелями, службами и садом». Положение о музее было утверждено указом Николая II от 14 (26) февраля 1897 года. В положении были представлены следующие условия, подчёркивающие особый статус музея.

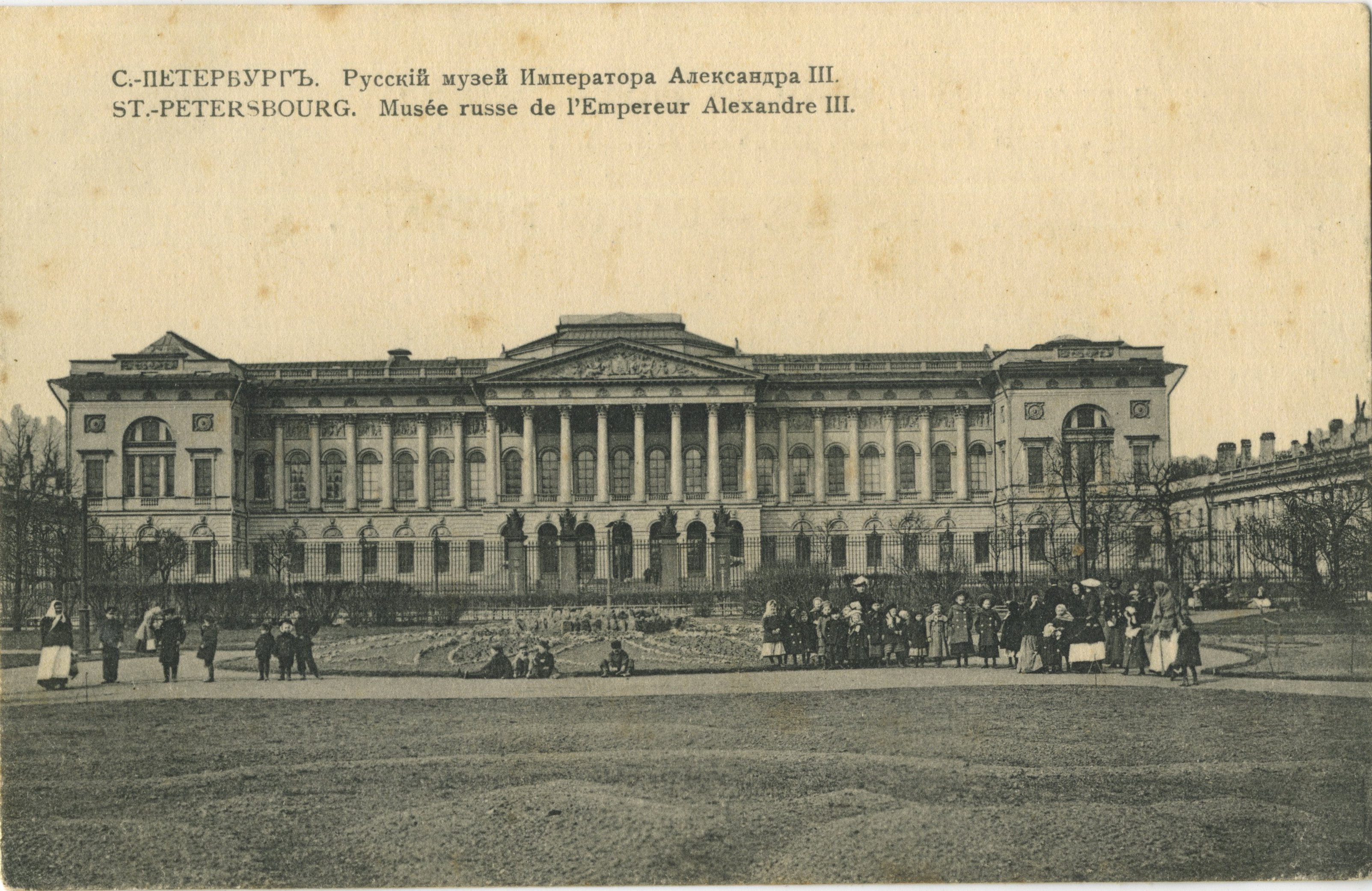
Русский музей в начале XX века.

- «Произведения художников, находящихся в живых, подлежат помещению на 5 лет в Музей императорской академии художеств и только по истечении этого срока могут быть окончательно переведены в Русский музей императора Александра III, с согласия и по выбору управляющего оным».
- «Предметы, помещённые в музей и составляющие его собственность, никогда отчуждаемы или передаваемы в другое учреждение быть не могут».
- «Управляющий музеем назначается высочайшим именным указом и непременно должен быть членом Императорского дома».

Официальное открытие музея — 7 (19) марта 1898 года.

## Коллекция

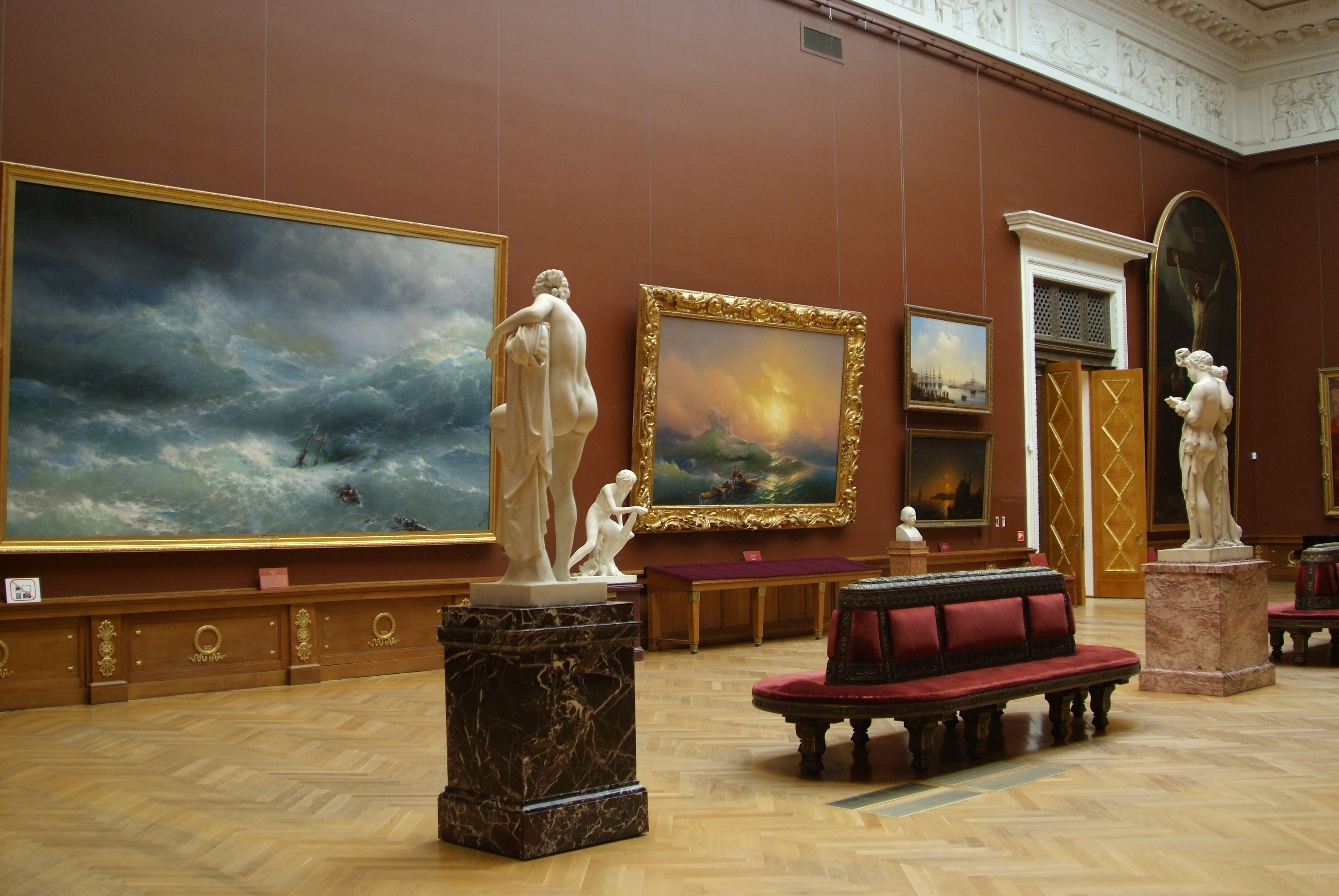
Академические залы. Картины И. Айвазовского. Фото 2008 года

Коллекция берёт своё начало с произведений, поступивших к 1898 году из Академии художеств (122 картины), Эрмитажа (80 картин), Зимнего дворца, пригородных дворцов — Гатчинского и Александровского (95 картин), а также приобретённых в частных коллекциях. В частности, крупная коллекция портретной живописи (несколько десятков картин) поступила от наследников князя А. Б. Лобанова-Ростовского, коллекция рисунков и акварелей — от княгини М. К. Тенишевой и других. К открытию Русского музея в собрании имелось 445 картин, 111 скульптур, 981 графический лист (рисунки, гравюры и акварели), а также около 5000 памятников старины (иконы и изделия древнерусского декоративно-прикладного искусства).

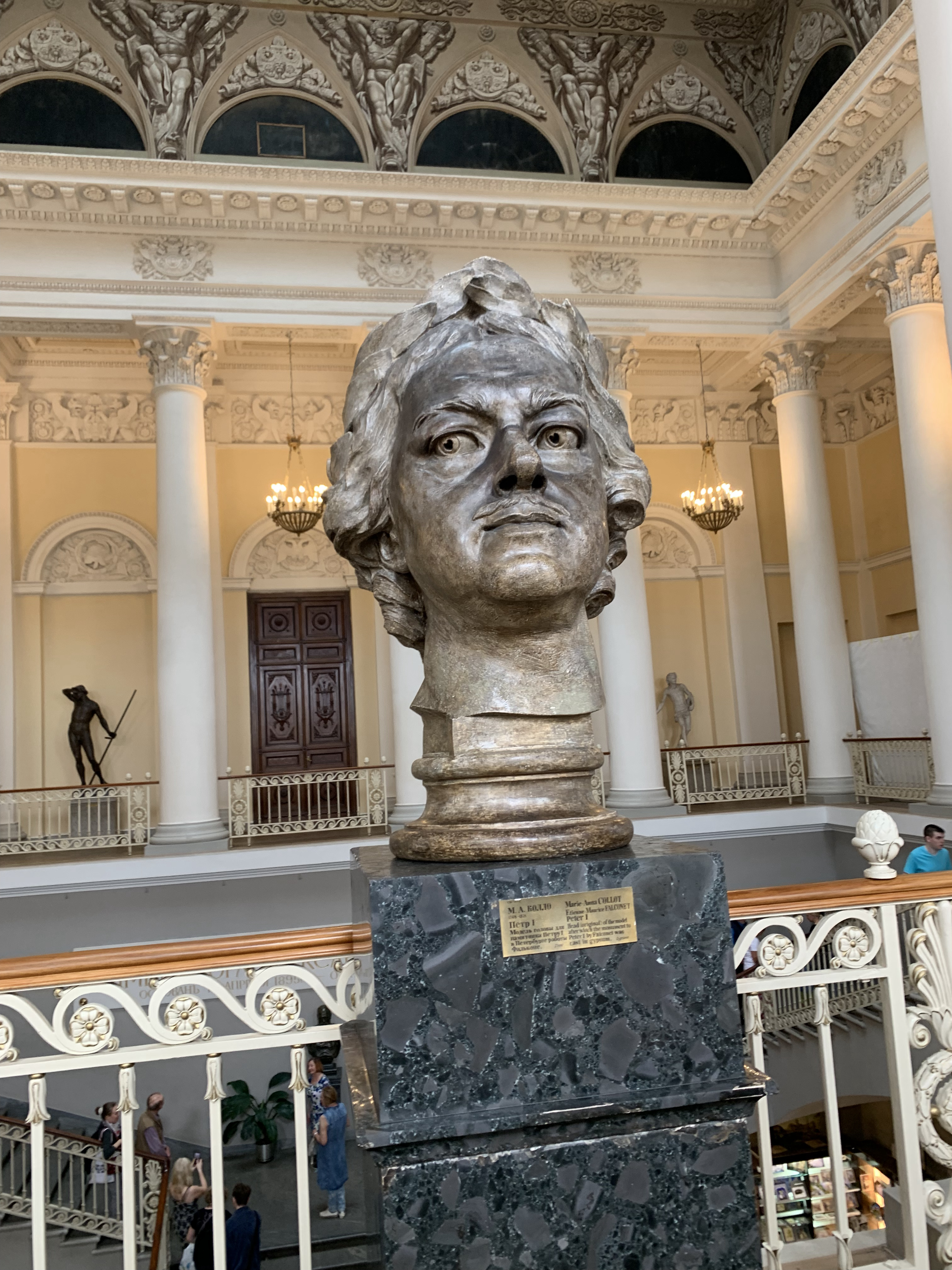
Модель головы Петра I для памятника, Мари-Анна Колло

Дальнейшее пополнение коллекции, согласно указу императора Николая II, должно было происходить посредством покупки на «ассигнованные на это средства» и возможные пожертвования. За первые десять лет существования музея его собрание выросло почти вдвое.
В первое десятилетие после Октябрьской революции 1917 года коллекция растёт стремительными темпами благодаря деятельности Государственного музейного фонда (1921—1928), распределявшего между музеями национализированные произведения искусства.
В 1922 году открывается новая комплексная экспозиция, впервые последовательно выстроенная по научно-историческому принципу. В ней впервые представлены произведения новейшего искусства.
В 1924 году около 400 картин были переданы из музея Академии художеств.
В 1925 году в коллекции музея было уже 3648 картин.
В 1926 году передаётся коллекция произведений из музея при Государственном институте художественной культуры (ГИНХУК).

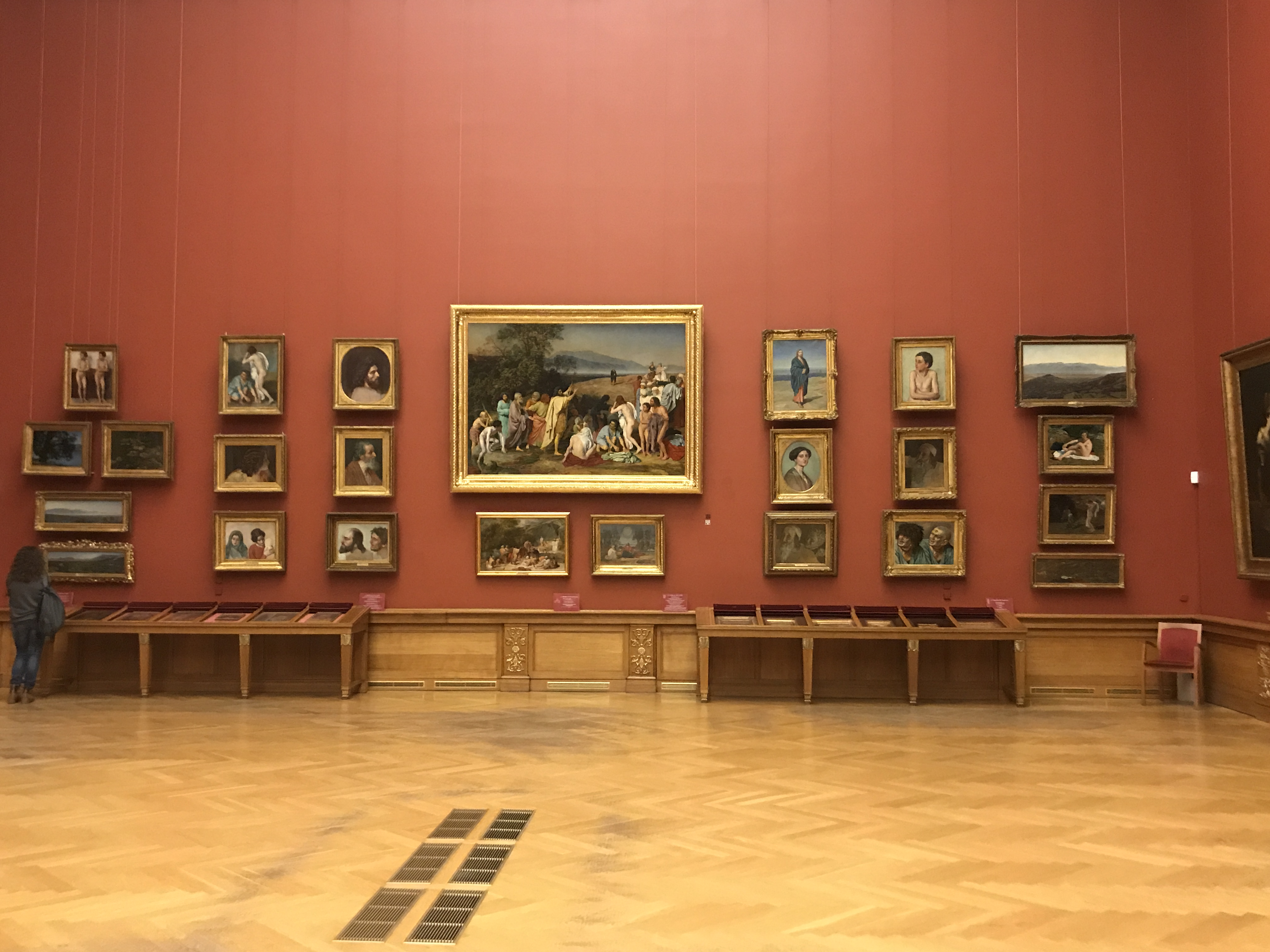
Картины А. Иванова в экспозиции Русского музея

В начале 1930-х годов расширяются экспозиционные площади за счёт передачи освобождённого от посторонних арендаторов корпуса Бенуа и флигеля Росси Михайловского дворца.
В 1934 году Этнографический отдел Русского музея выделяется в самостоятельное учреждение — Государственный музей этнографии народов СССР.
В 1941 году в связи с началом Великой Отечественной войны большую часть коллекции (свыше семи с половиной тысяч самых ценных экспонатов) эвакуировали в Молотов. Оставшуюся часть коллекции сняли с экспозиции, запаковали и укрыли в подвалах здания. За время войны 1941—1945 годов ни один музейный экспонат не пострадал.
9 мая 1946 года — открытие новой послевоенной экспозиции в залах первого этажа Михайловского дворца. Осенью 1946 года — открытие экспозиции на втором этаже Михайловского дворца.
8 ноября 1946 года — открытие экспозиции советского искусства в корпусе Бенуа.
Во второй половине 1940-х годов корпус Бенуа и Михайловский дворец соединяют переходом, что позволило придать экспозиции последовательность и завершённость.
В 1954 году после создания Экспертно-закупочной комиссии Русского музея, пополнение коллекций приобрело планомерность и целенаправленность.
В 2004 году в состав Русского музея включён Летний сад с коллекцией мраморной скульптуры (92 экспоната) и зданиями — Летним дворцом Петра I, Кофейным домиком, Чайным домиком, а также Домик Петра I на Петровской набережной.
На 1 января 2012 года коллекция музея насчитывала 407 533 единицы хранения.
С коллекцией Русского музея в высоком разрешении можно ознакомиться на портале «Виртуальный Русский музей».
В разделе древнерусского искусства широко представлены иконы XII—XV веков (например, Ангел Златые Власы, Богоматерь Умиление, Дмитрий Солунский, Чудо Георгия о змие, Борис и Глеб и др.), произведения Андрея Рублёва, Дионисия, Симона Ушакова и других мастеров. Всего коллекция Русского музея составляет порядка 5 тысяч икон XII — начала XX века.

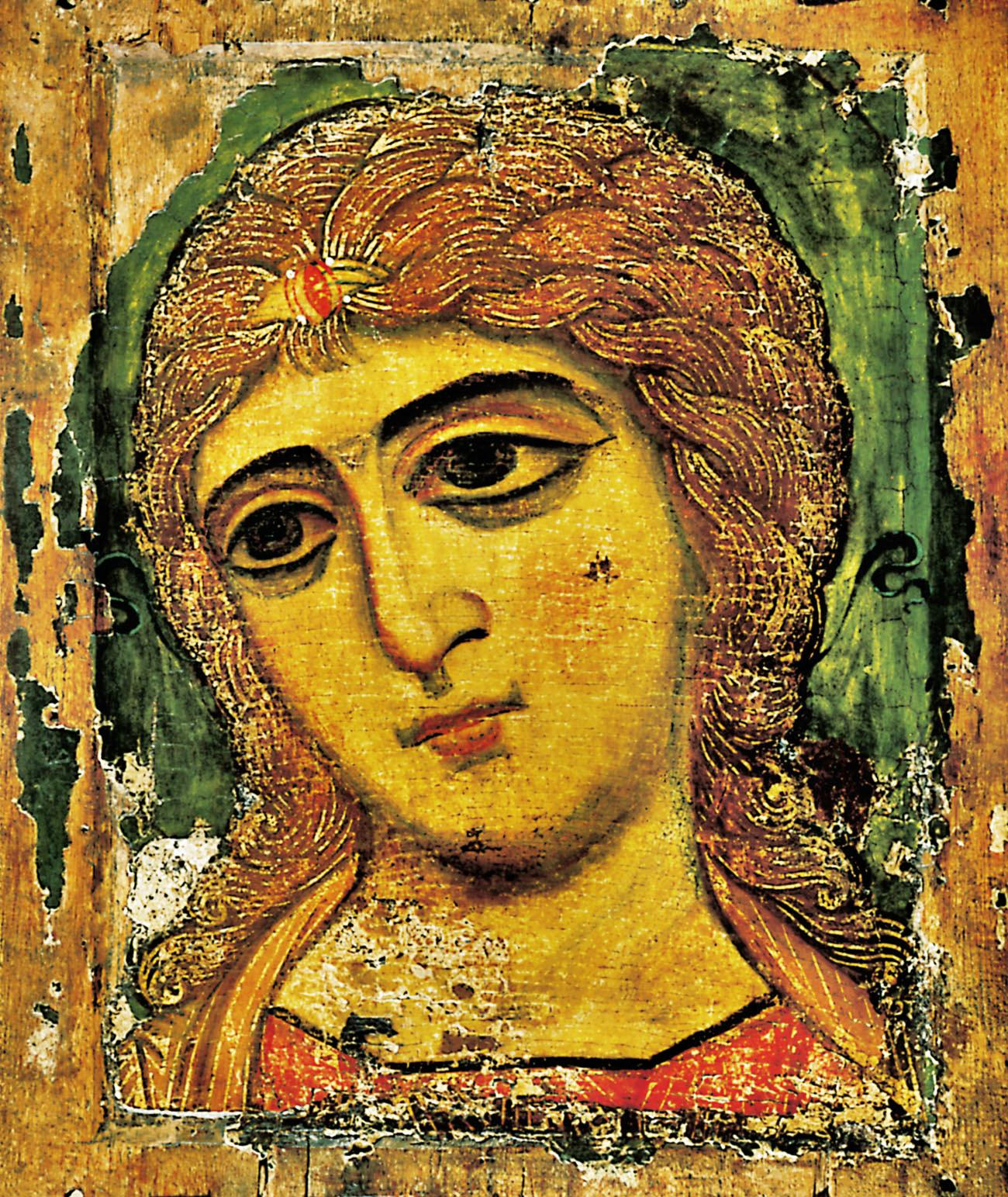
Архангел Гавриил (Ангел Златые Власы). XII век
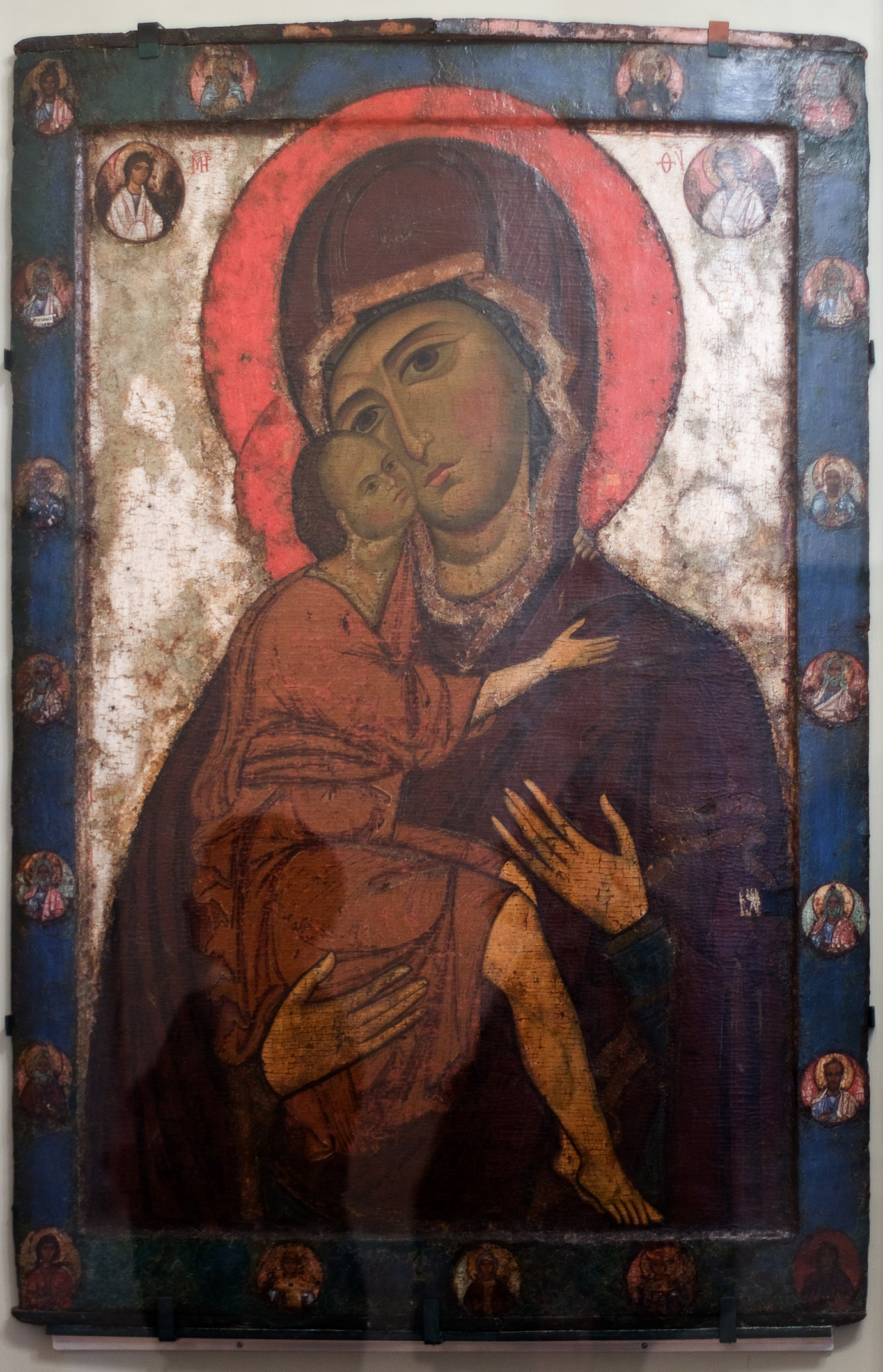
Богоматерь Умиление («Белозерская»). XIII век
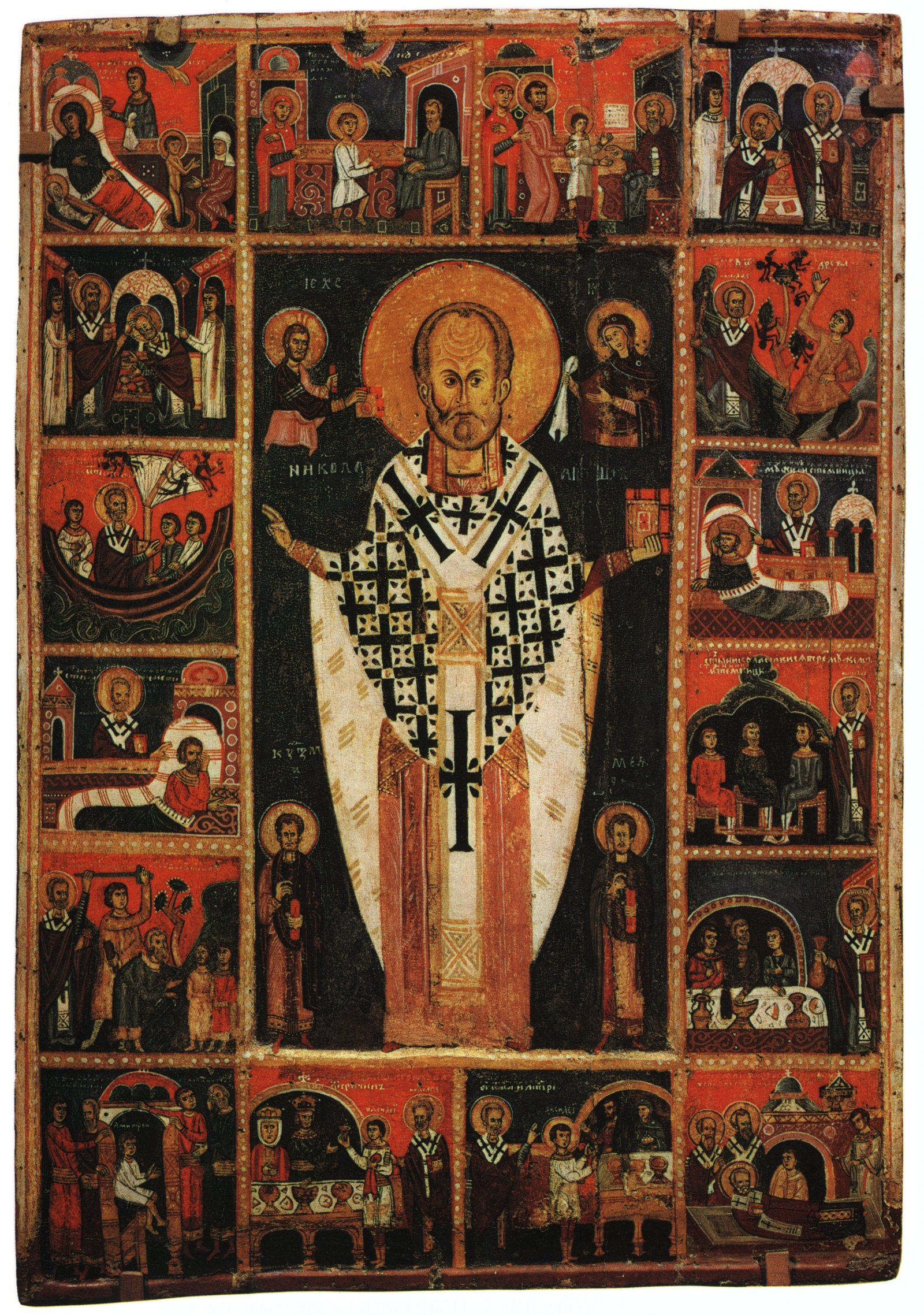
Святой Николай Чудотворец с житием. XIV век
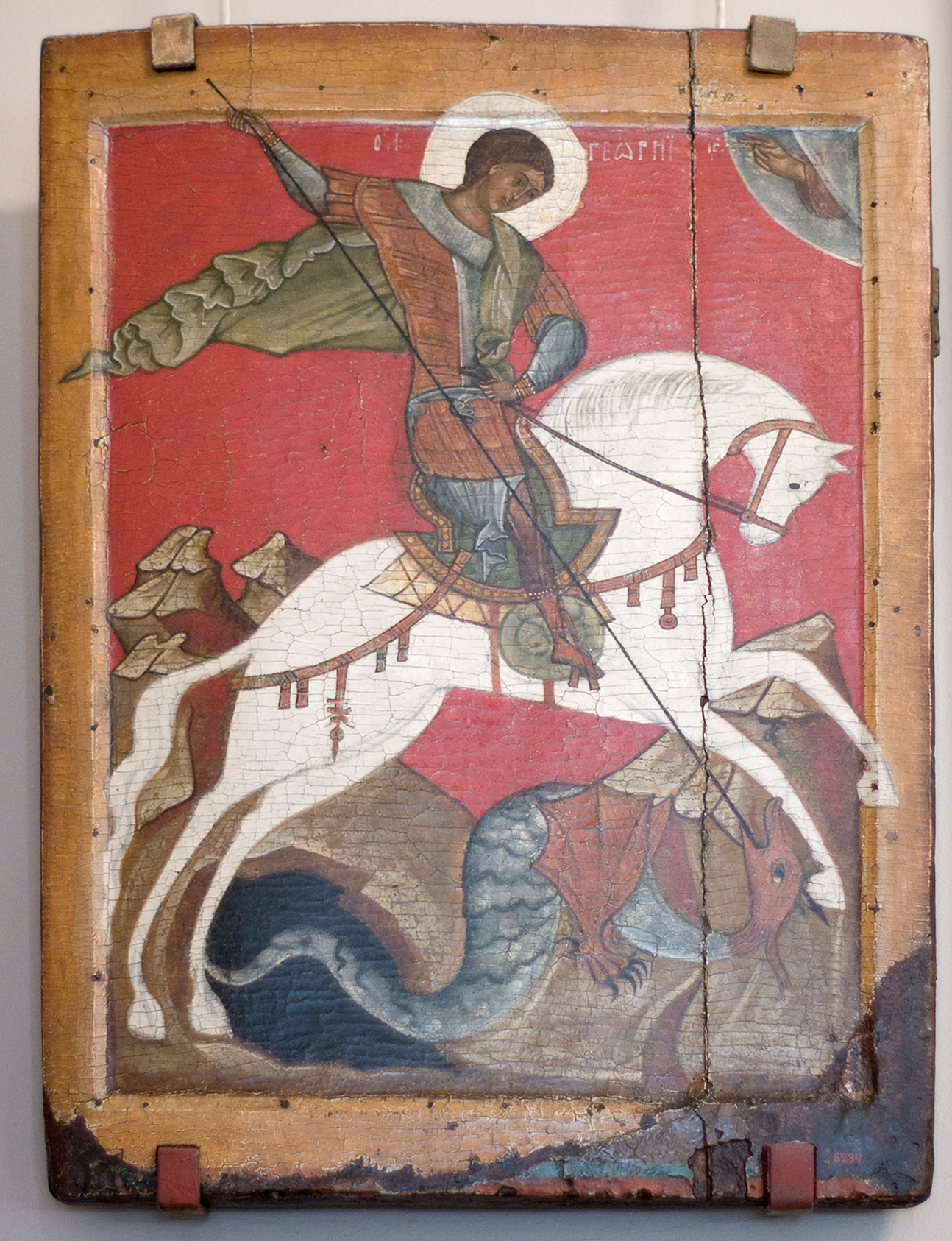
Чудо Георгия о змие. XV век
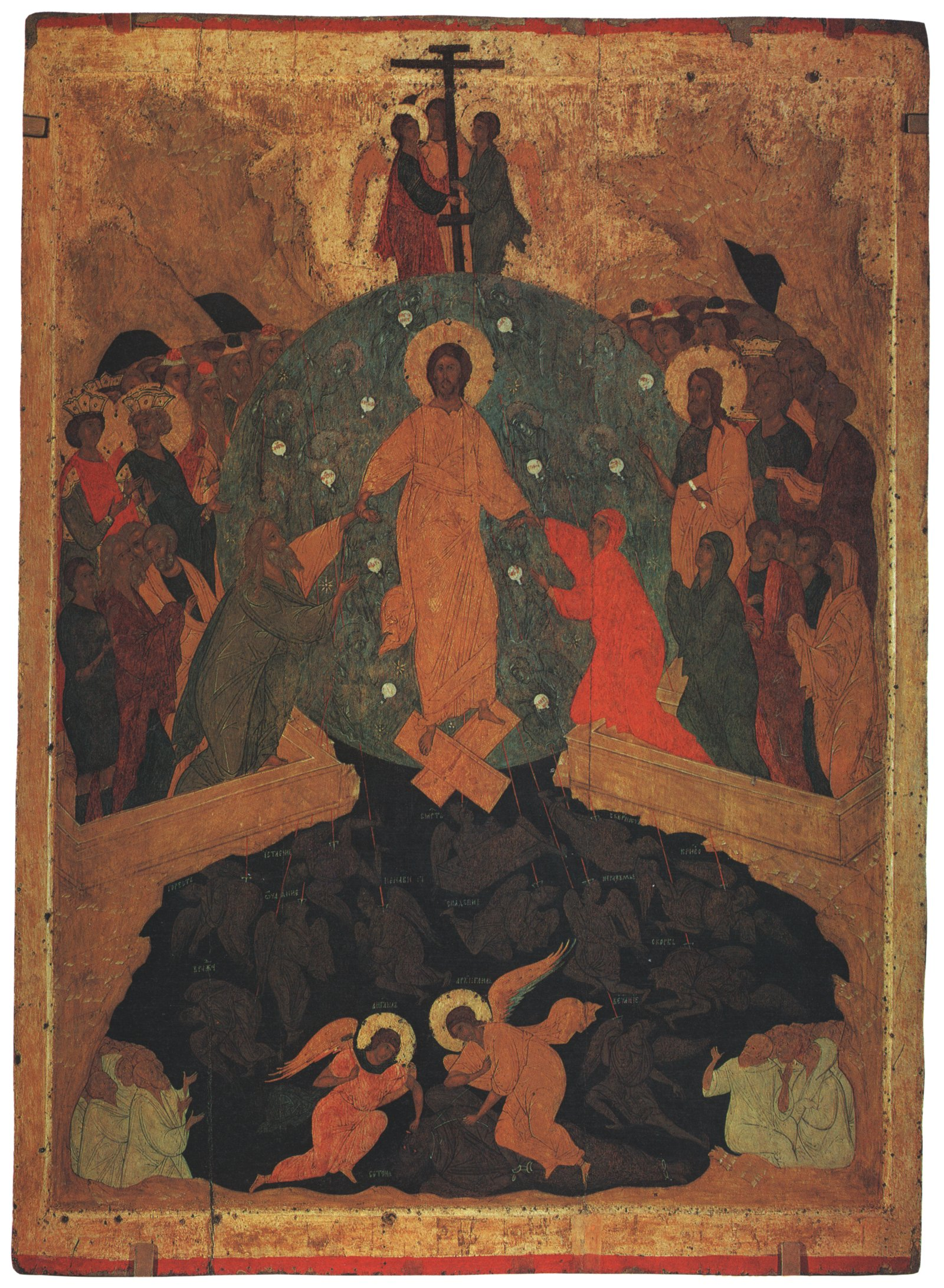
Дионисий. Сошествие в ад. XV век
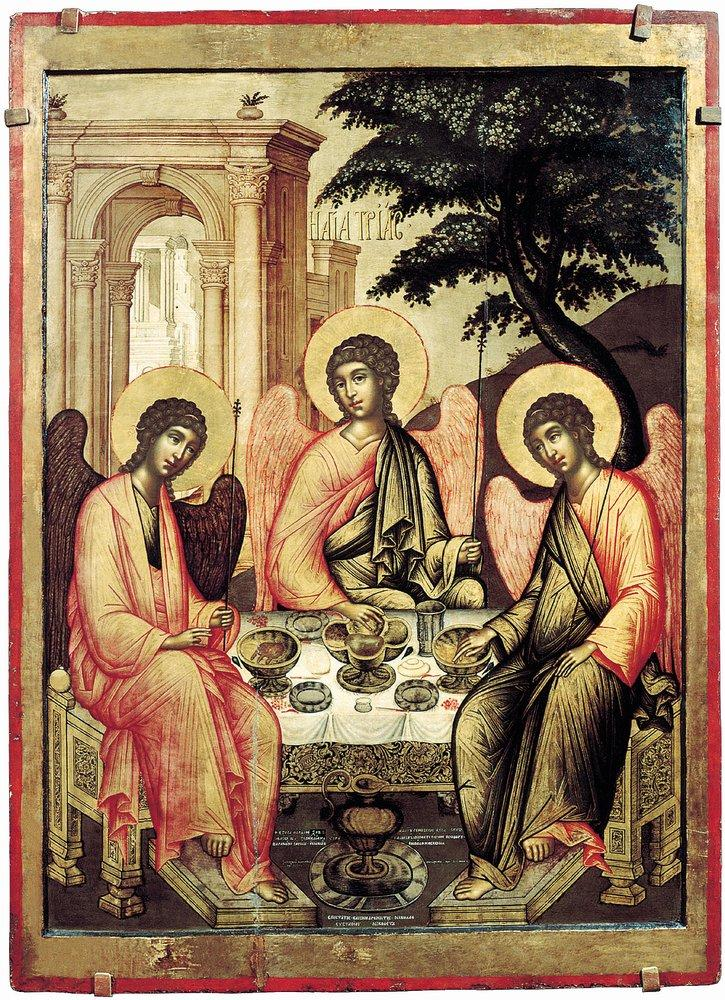
Симон Ушаков. Троица Ветхозаветная. 1671

Наиболее полной является коллекция произведений изобразительного искусства XVIII — первой половины XIX веков, включающая произведения Андрея Матвеева, Ивана Никитина, Карло Растрелли, Фёдора Рокотова, Владимира Боровиковского, Антона Лосенко, Дмитрия Левицкого, Федота Шубина, Михаила Козловского, Ивана Мартоса, Семёна Щедрина, Ореста Кипренского, Алексея Венецианова, Фёдора Бруни, Карла Брюллова («Последний день Помпеи», «Христос во гробе»), Павла Федотова, Александра Иванова, Капитона Павлова и других.

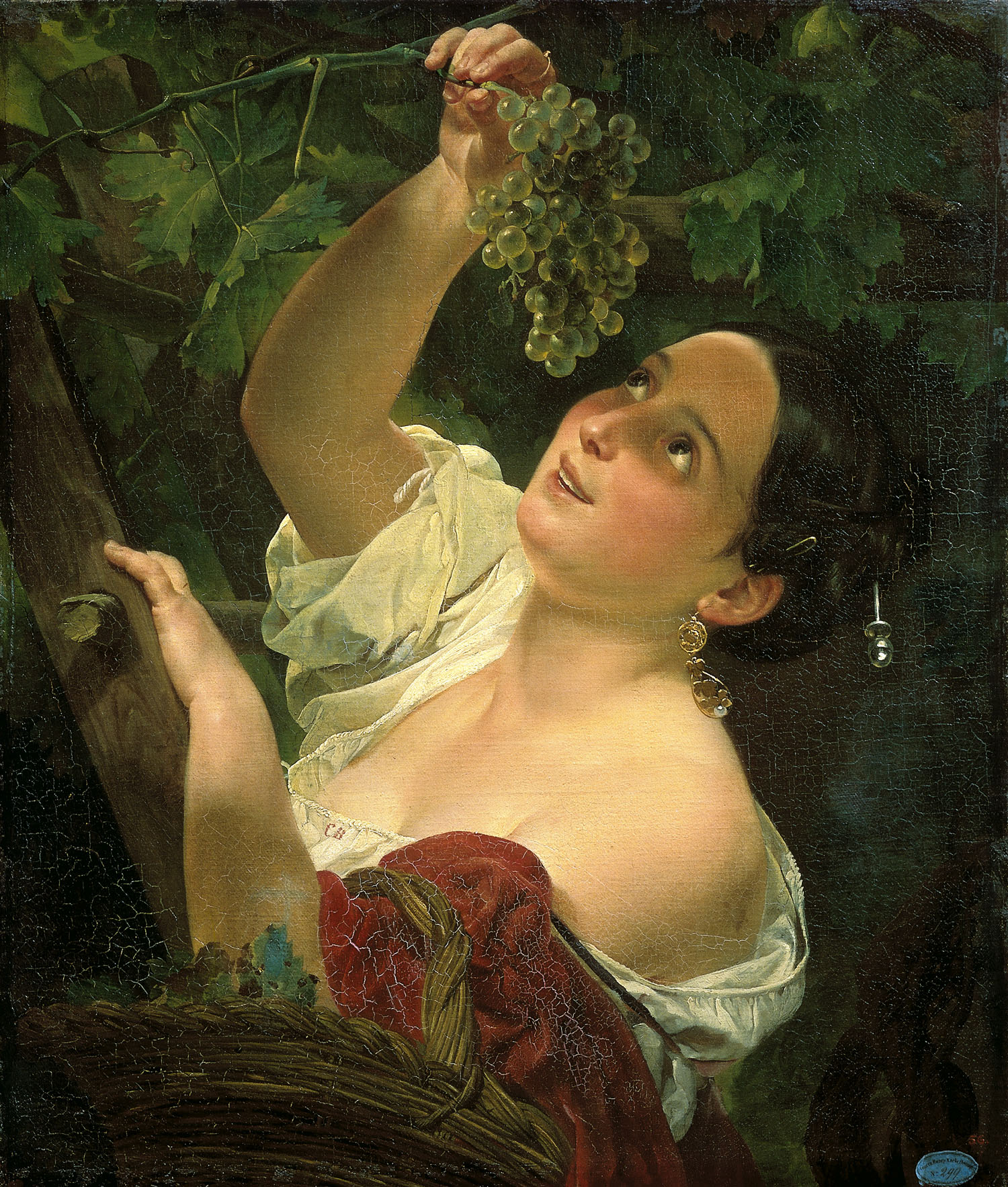
Брюллов К. П. «Итальянский полдень»
Брюллов К. П. «Последний день Помпеи». 1830—1833
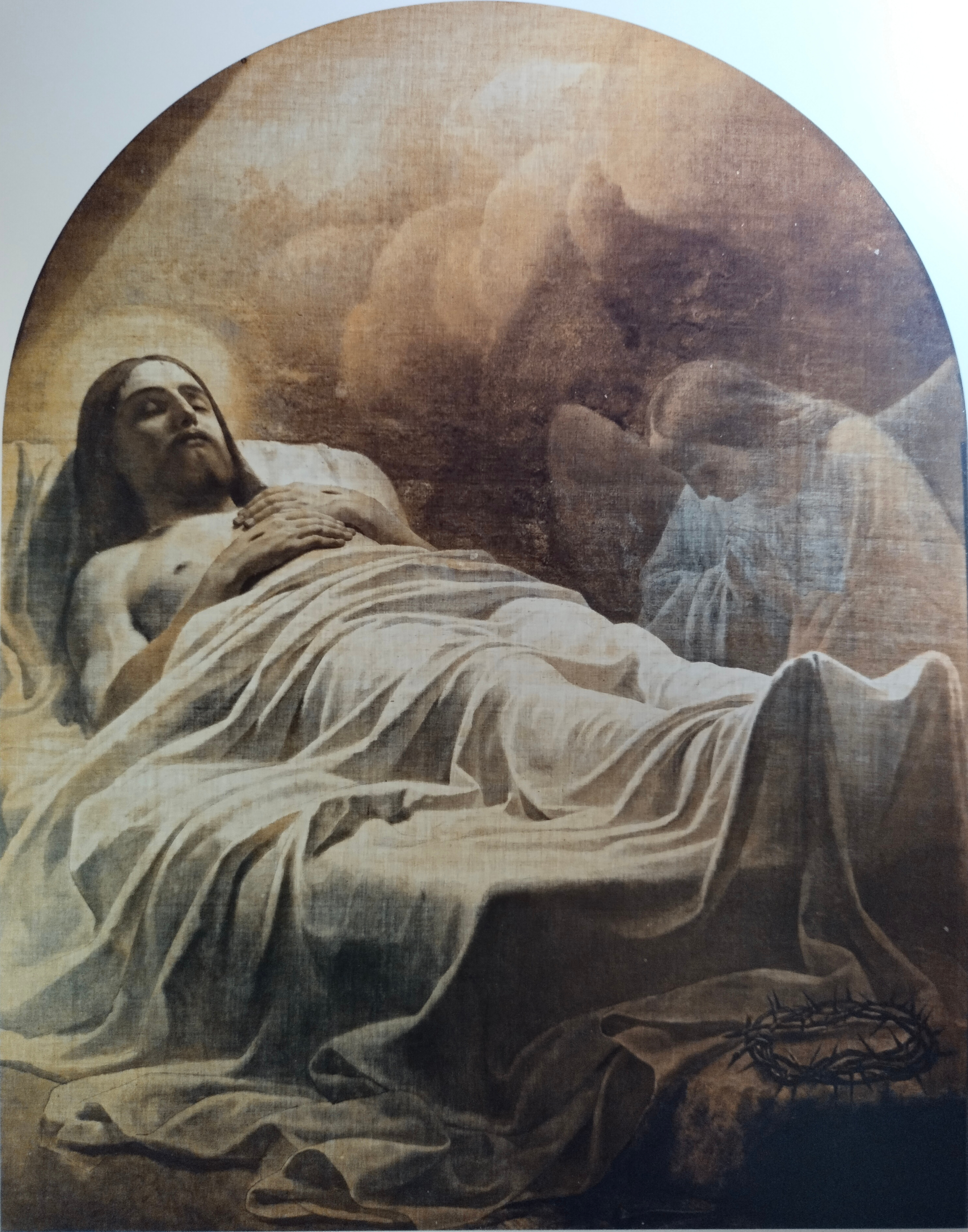
Брюллов К. П. «Христос во гробе». 1845—1846
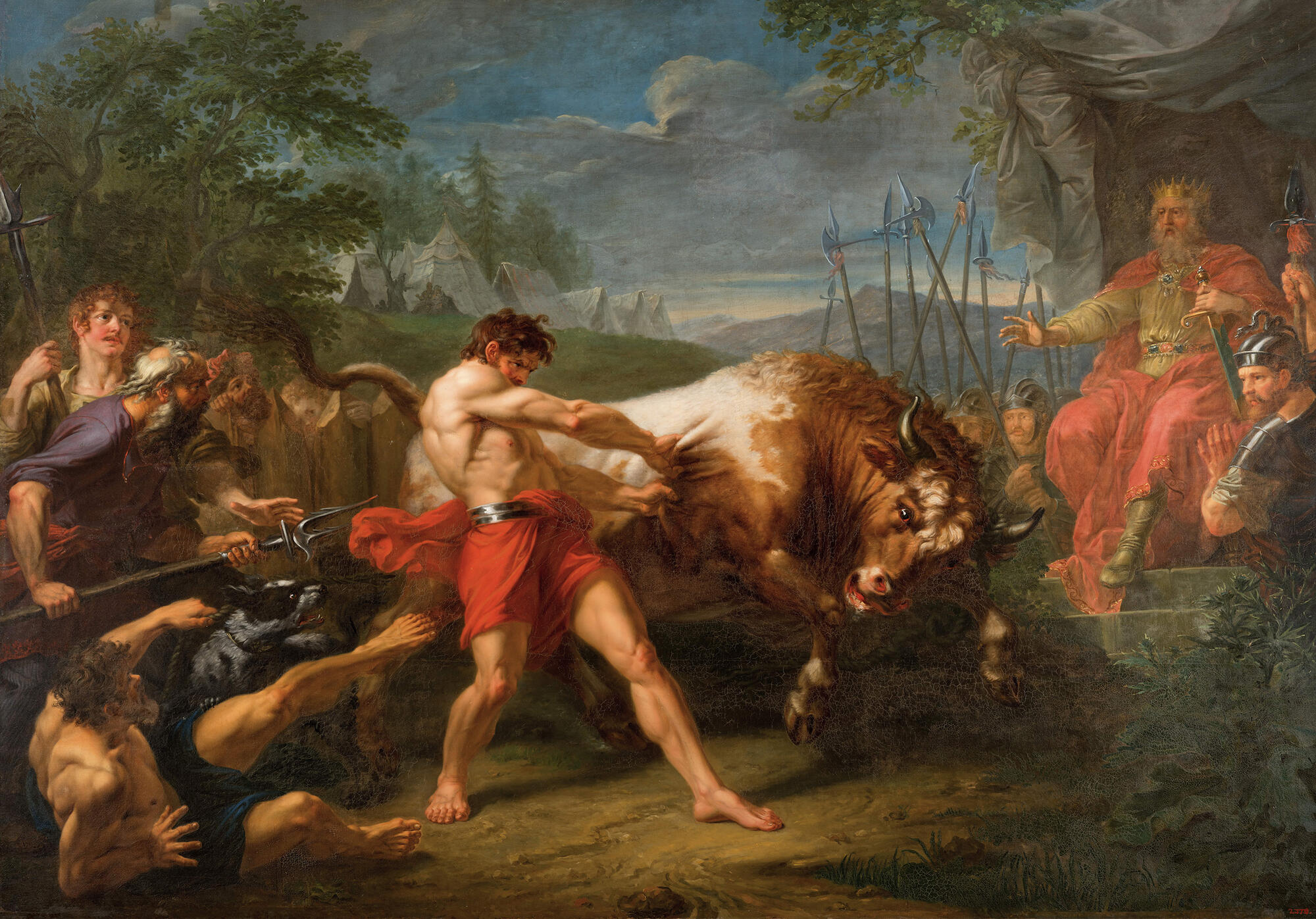
Угрюмов Г. И. «Испытание силы Яна Усмаря». 1796—1797
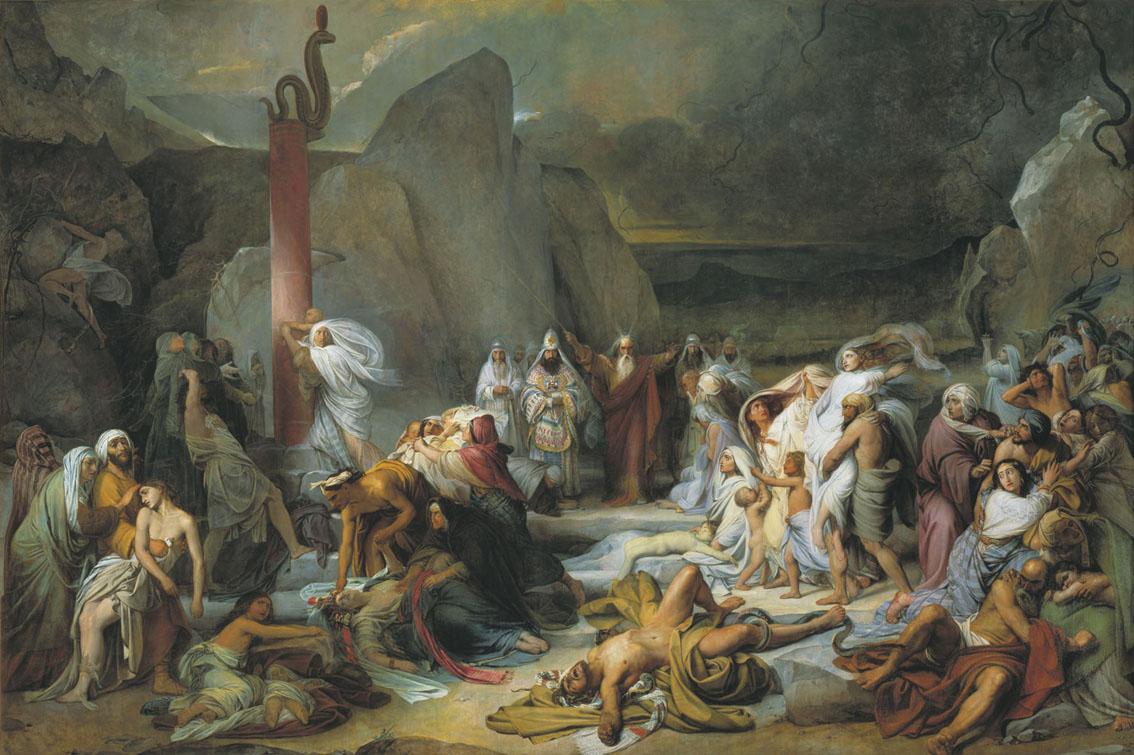
Бруни Ф. А. «Медный змий». 1841
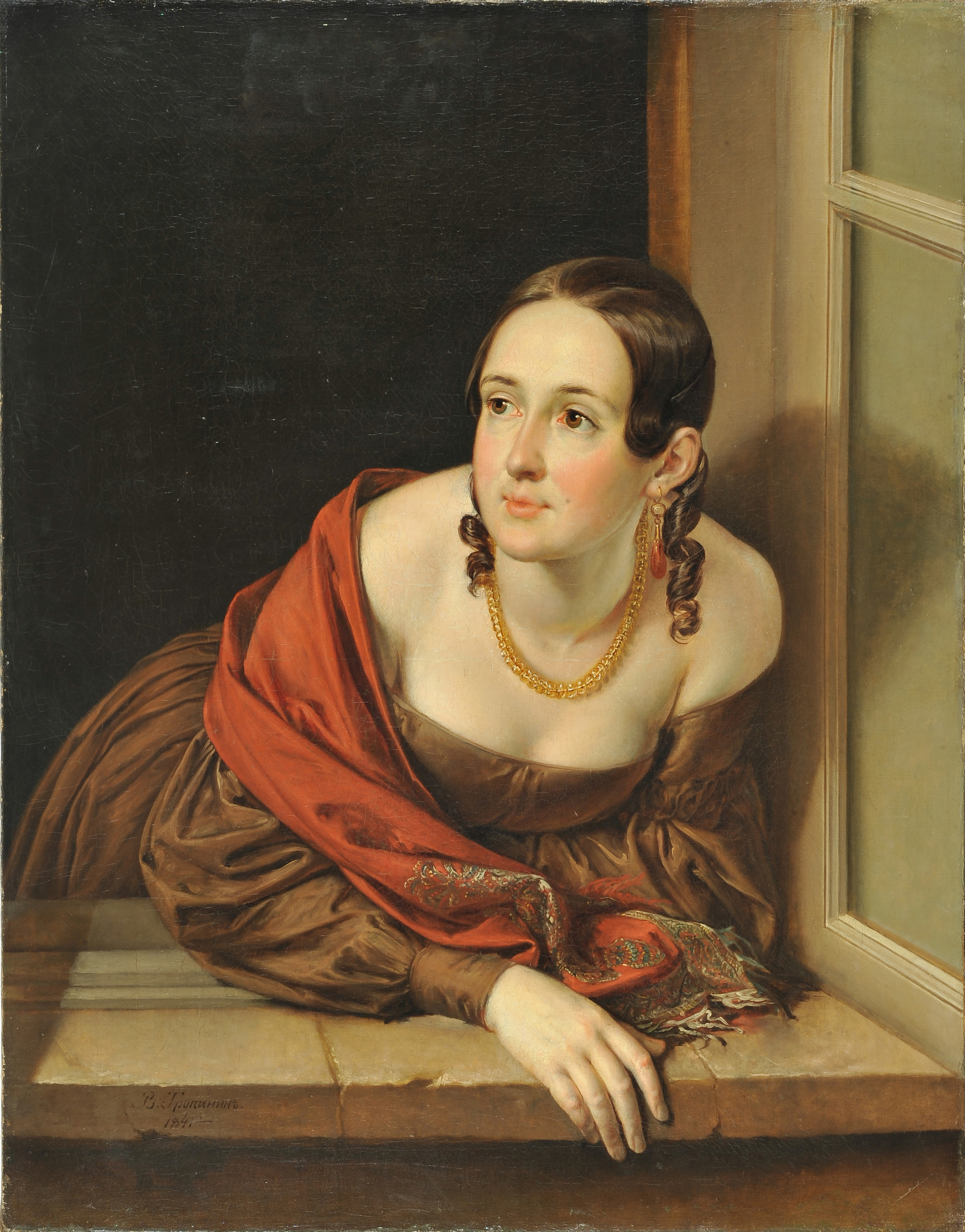
Тропинин В. А. «Женщина в окне (Казначейша)». 1841
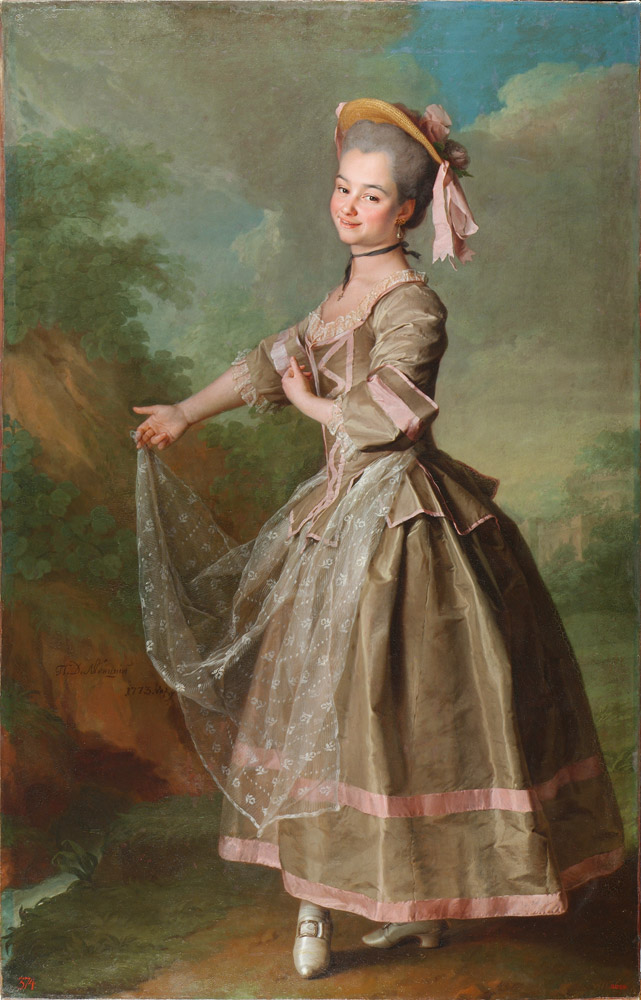
Левицкий Д. Г. Портрет Е. И. Нелидовой. 1773

Вторая половина XIX века представлена работами художников: Фёдора Васильева, Ростислава Фелицына, Андрея Гороновича, Евграфа Сорокина, Фёдора Бронникова, Ивана Макарова, Василия Худякова, Алексея Чернышёва, Павла Риццони, Льва Лагорио, Николая Лосева, Алексея Наумова, Адриана Волкова, Андрея Попова, Василия Пукирева, Николая Неврева, Иллариона Прянишникова, Леонида Соломаткина, Алексея Саврасова, Алексея Корзухина, Фирса Журавлёва, Николая Дмитриева-Оренбургского, Александра Морозова, Николая Кошелева, Арсения Шурыгина, Павла Чистякова, Ивана Айвазовского («Девятый вал» и др.) и других, а также — «Передвижников»: Григория Мясоедова, Василия Перова, Алексея Боголюбова, Николая Ярошенко («В тёплых краях»), Константина Маковского, Николая Ге, Ивана Шишкина, Ивана Крамского, Михаила Клодта, Василия Максимова, Ильи Репина («Запорожцы», «Бурлаки на Волге» и др.), Виктора Васнецова («Витязь на распутье» и др.), Василия Сурикова, Николая Абуткова и других.

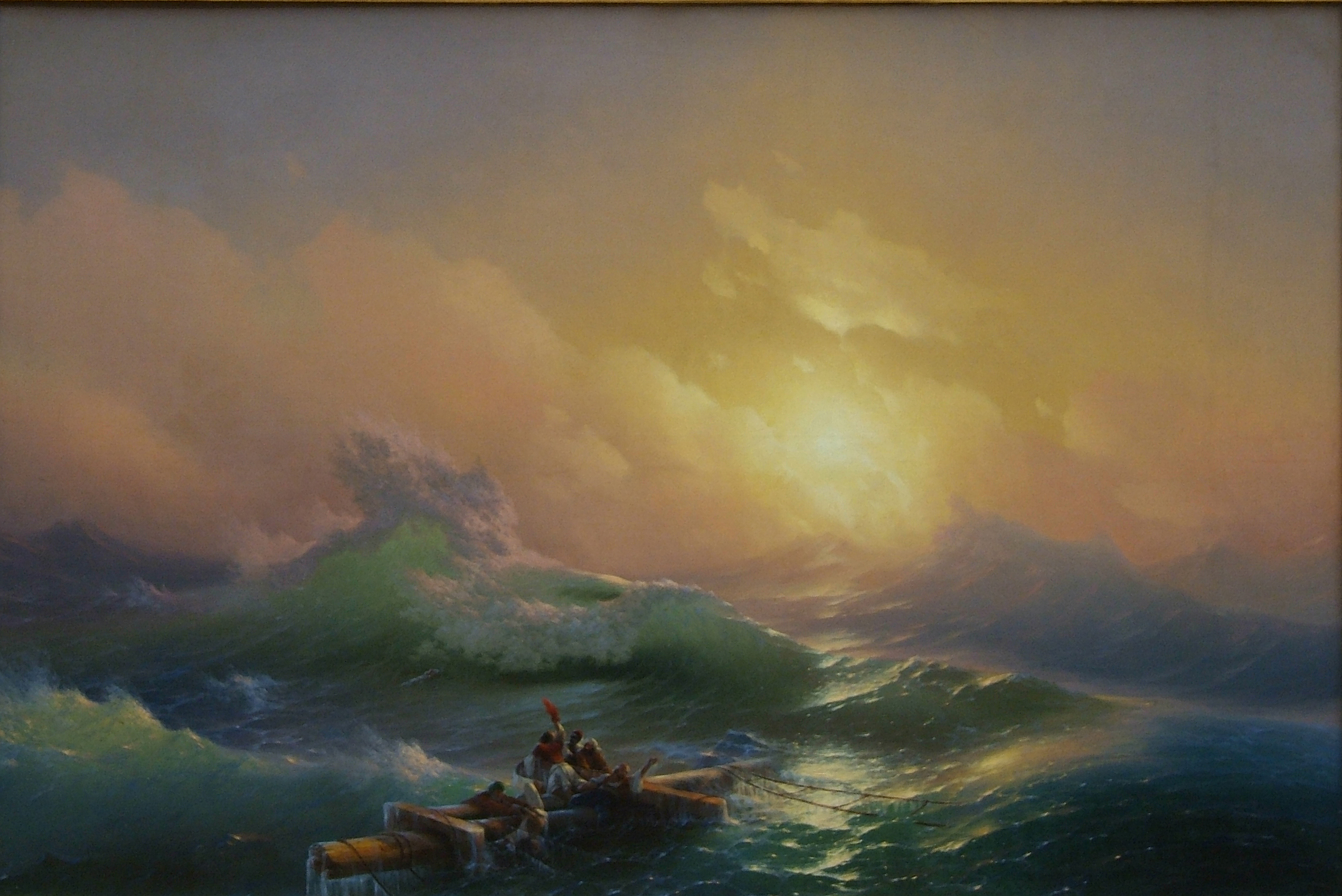
Айвазовский И. К. «Девятый вал». 1850
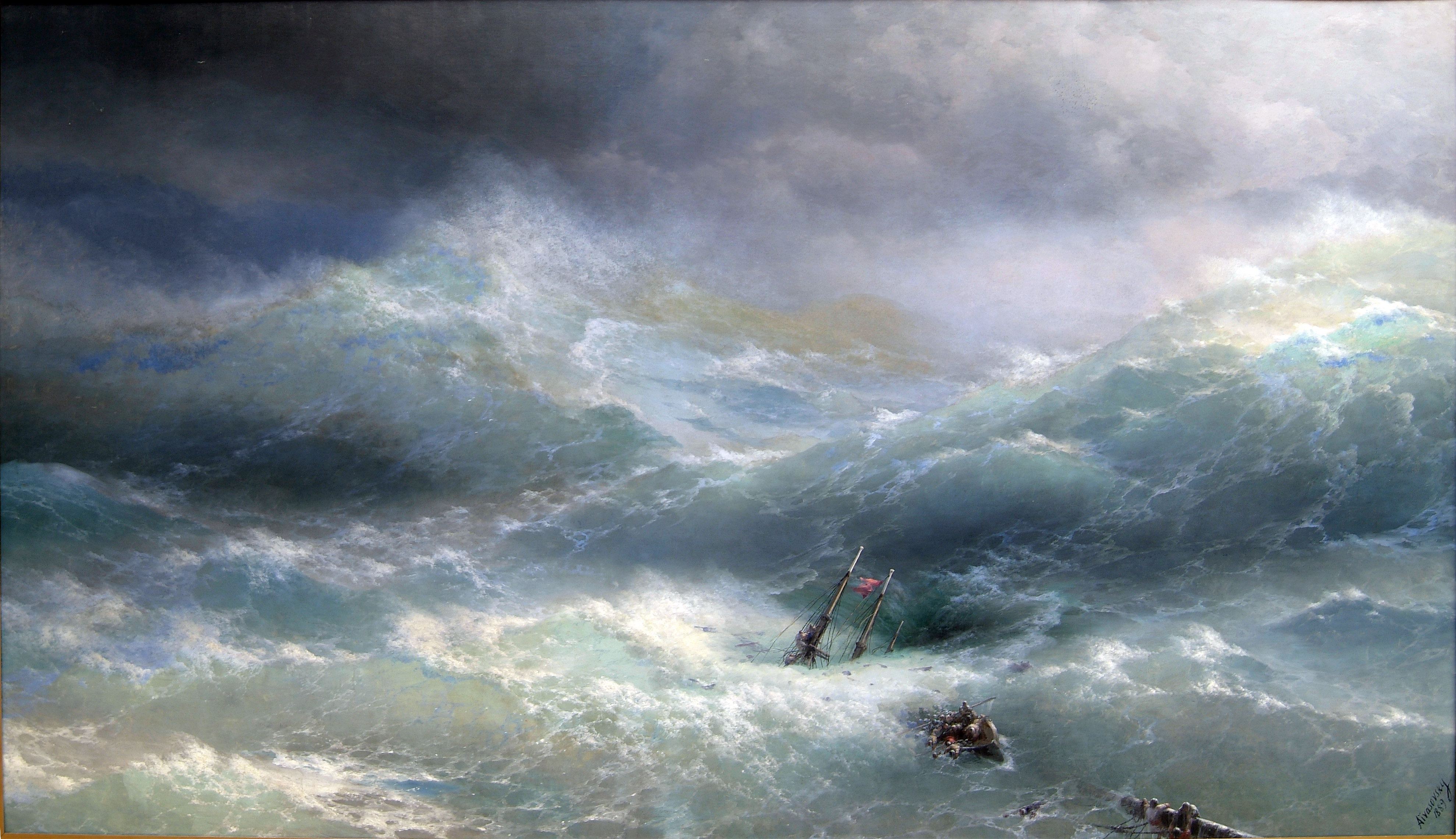
Айвазовский И. К. «Волна». 1889
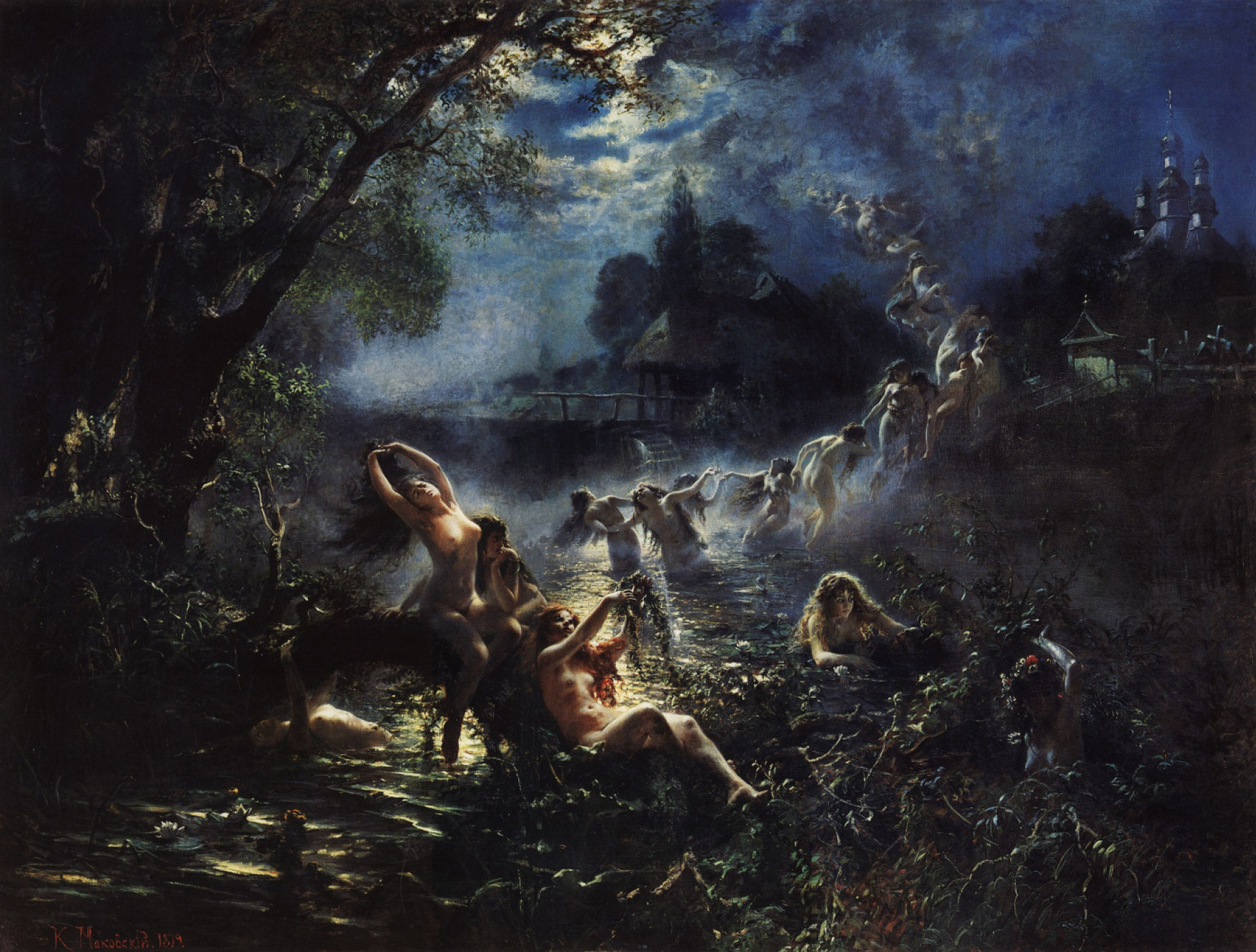
Маковский К. Е. «Русалки». 1879
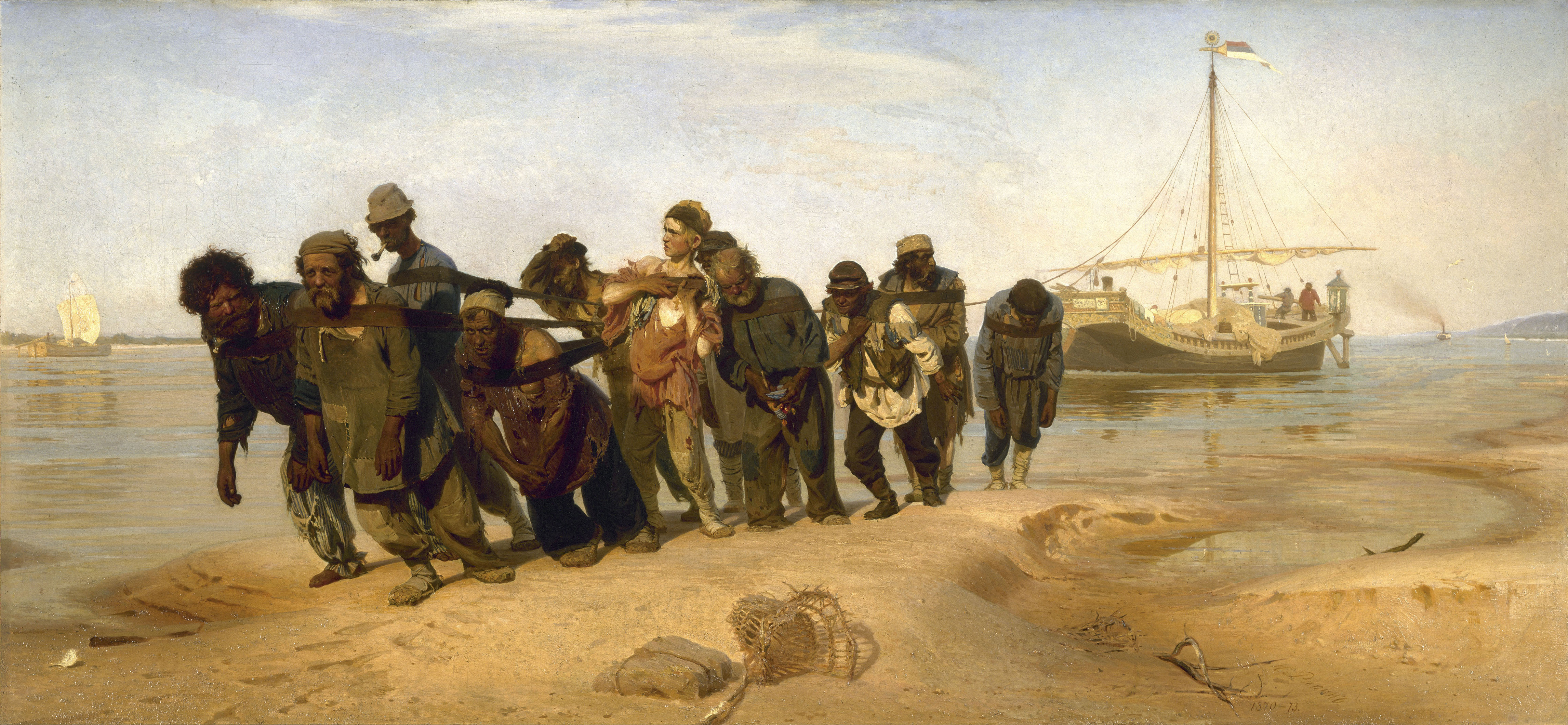
Репин И. Е. «Бурлаки на Волге». 1870-1873
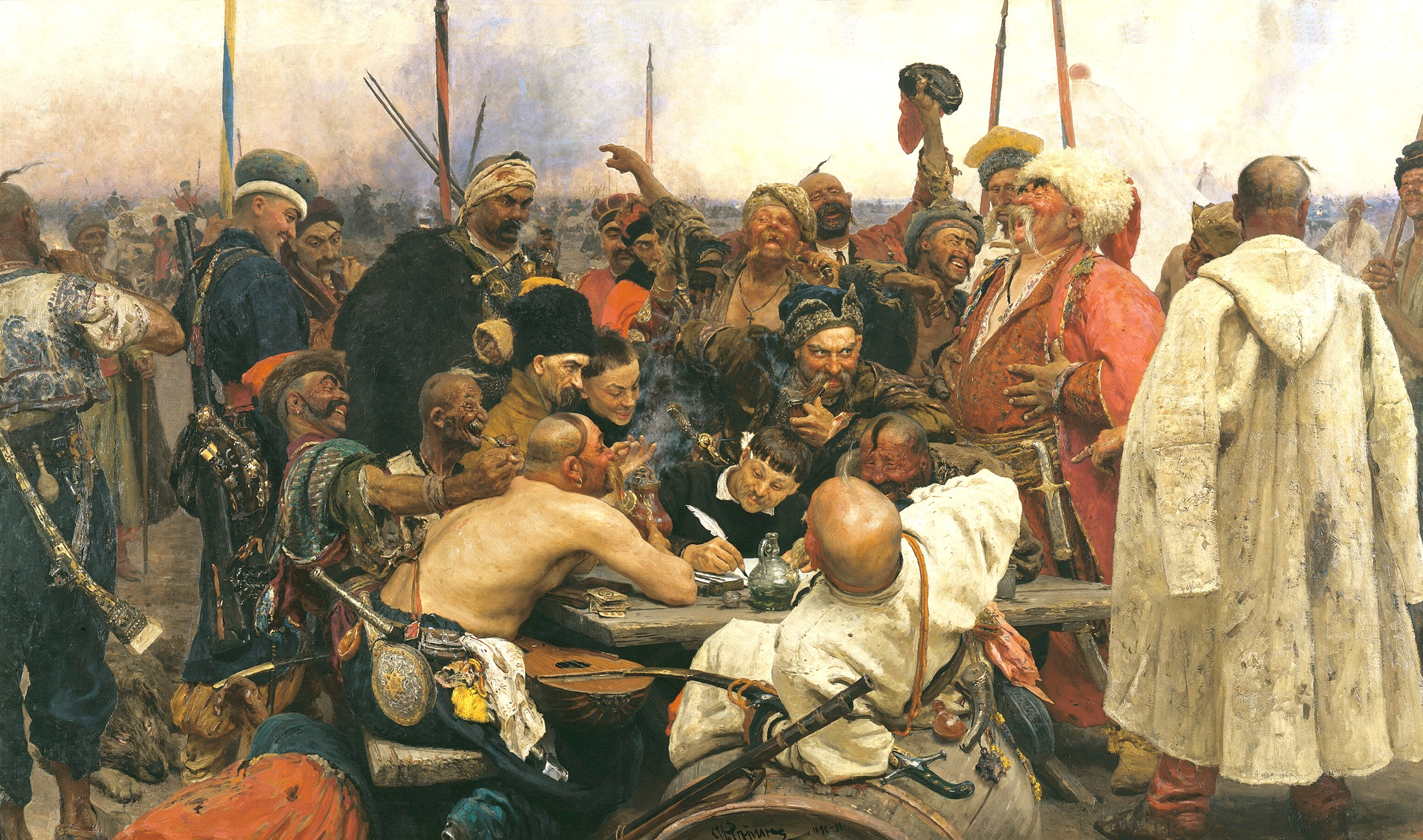
Репин И. Е. «Запорожцы пишут письмо турецкому султану». 1880—1891
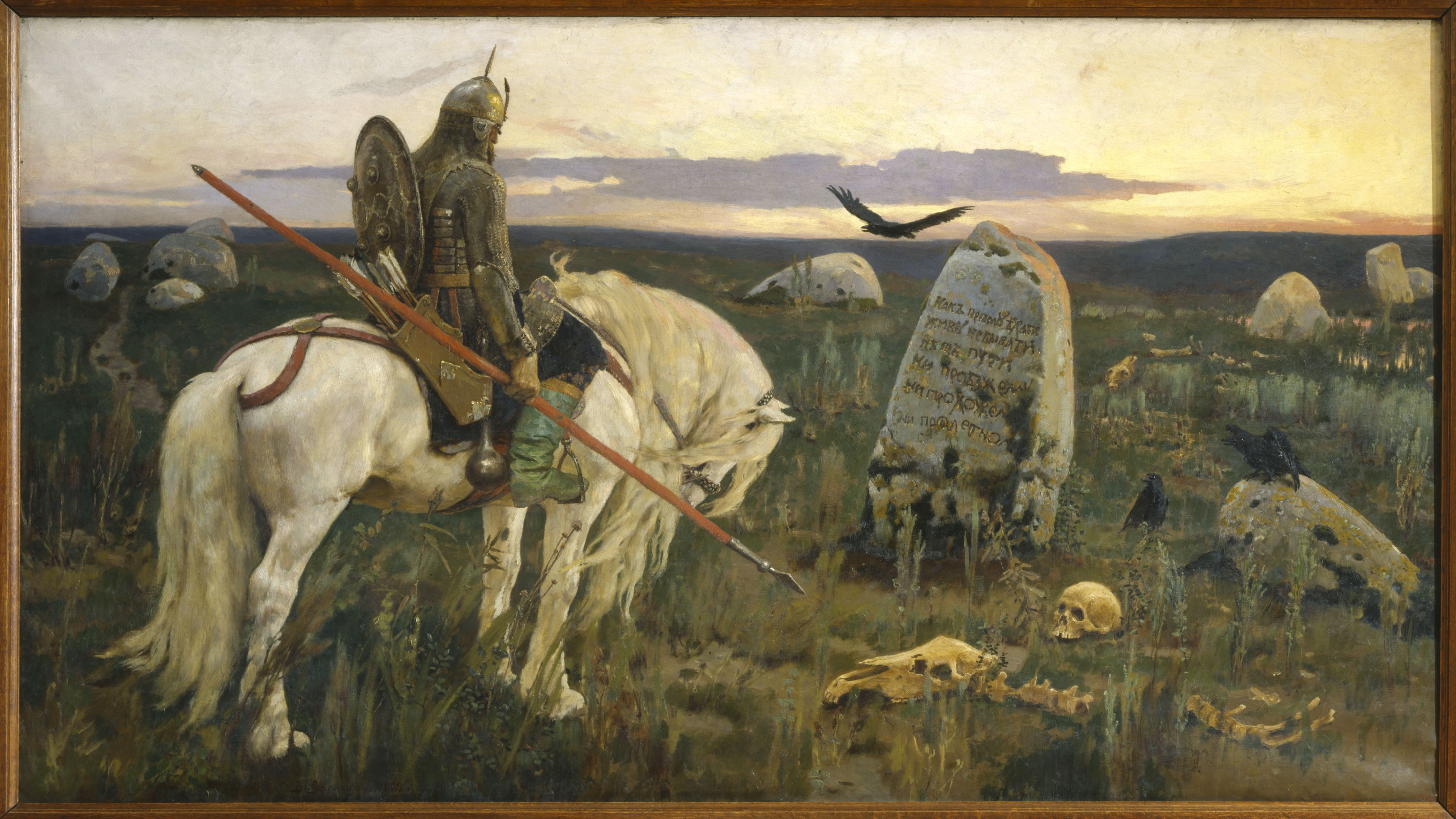
Васнецов В. М. «Витязь на распутье». 1878
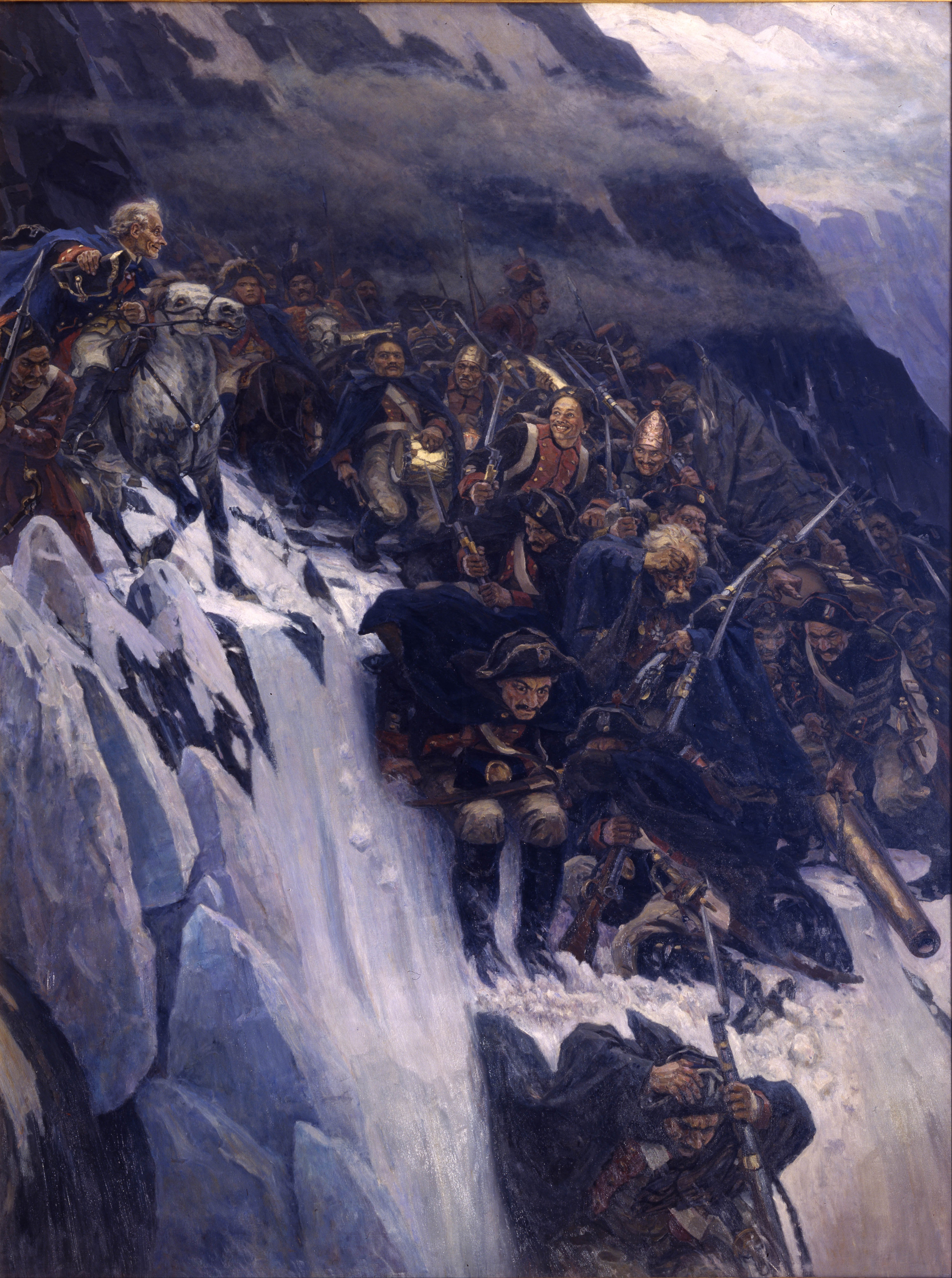
Суриков В. И. «Переход Суворова через Альпы». 1899
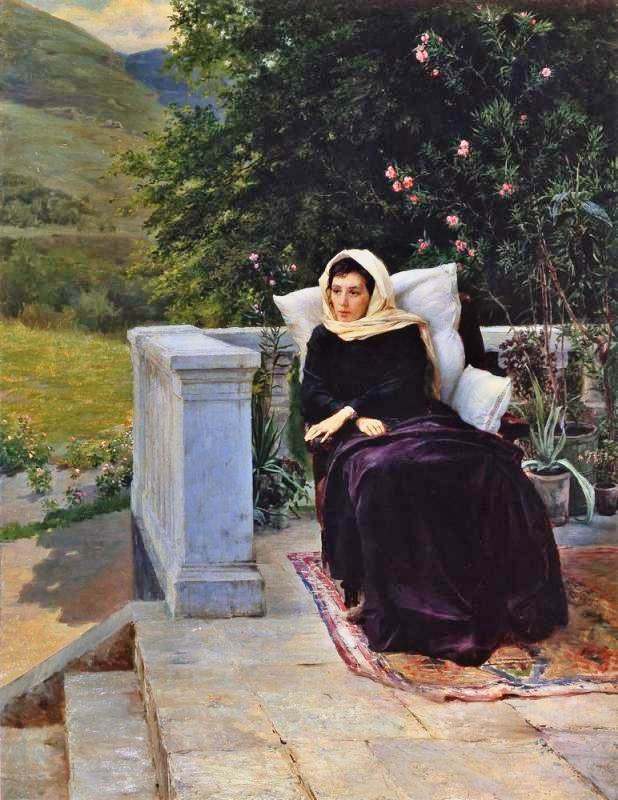
Ярошенко Н. А. «В тёплых краях». 1890

Конец XIX века — начало XX века: Исаак Левитан, Павел Трубецкой, Михаил Врубель, Валентин Серов и других, а также работы мастеров «Мира искусства»: Александр Бенуа, Константин Сомов, Константин Коровин, Борис Кустодиев, Николай Рерих, Александр Матвеев (гипсовый этюд к «Надгробию В. Э. Борисову-Мусатову»), Роберт Бах (выполненный с натуры скульптурный портрет Императора Александра III), художников «Голубой розы» и «Бубнового валета».

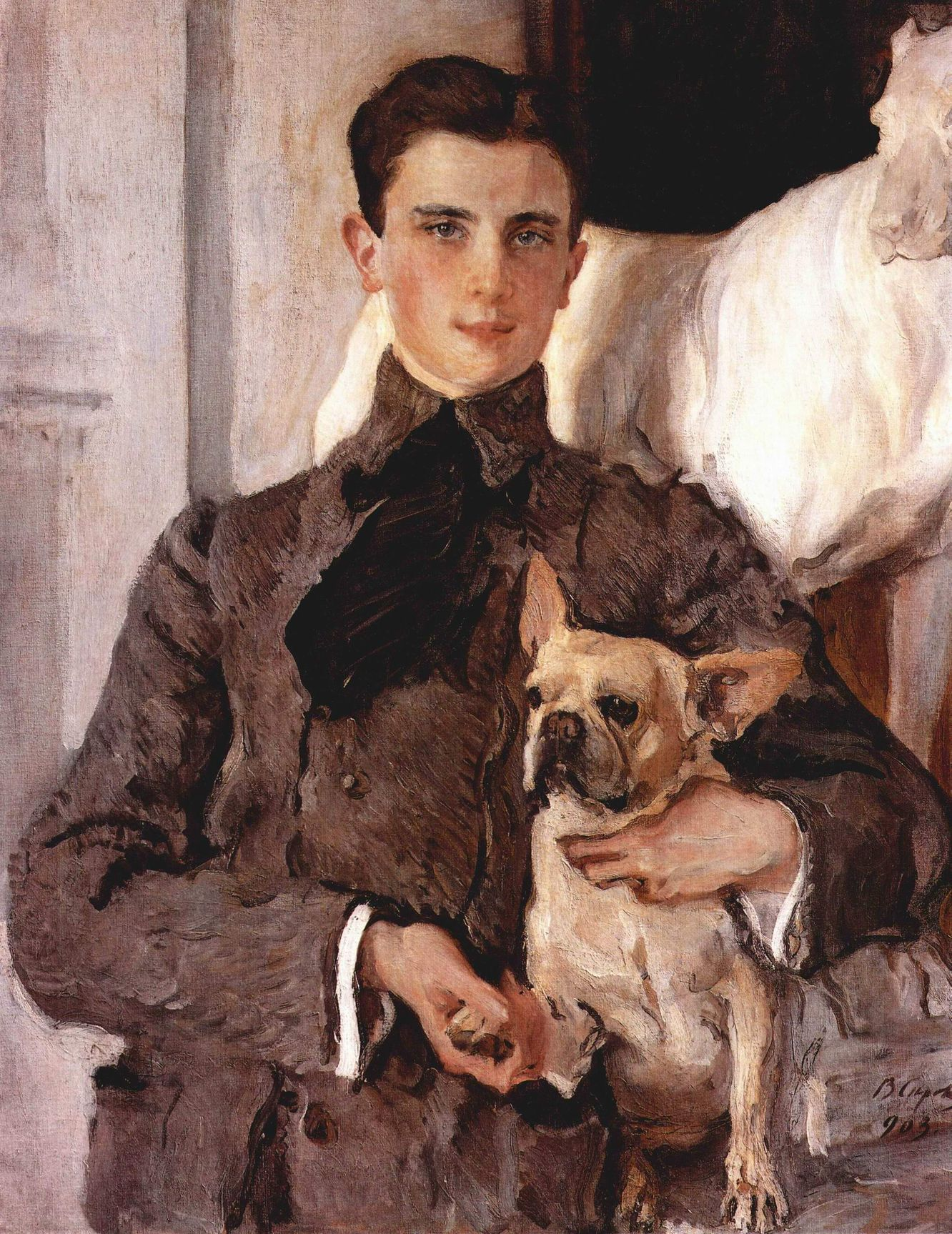
Серов В. А. Портрет графа Ф. Ф. Сумарокова-Эльстона, впоследствии князя Юсупова, 1903
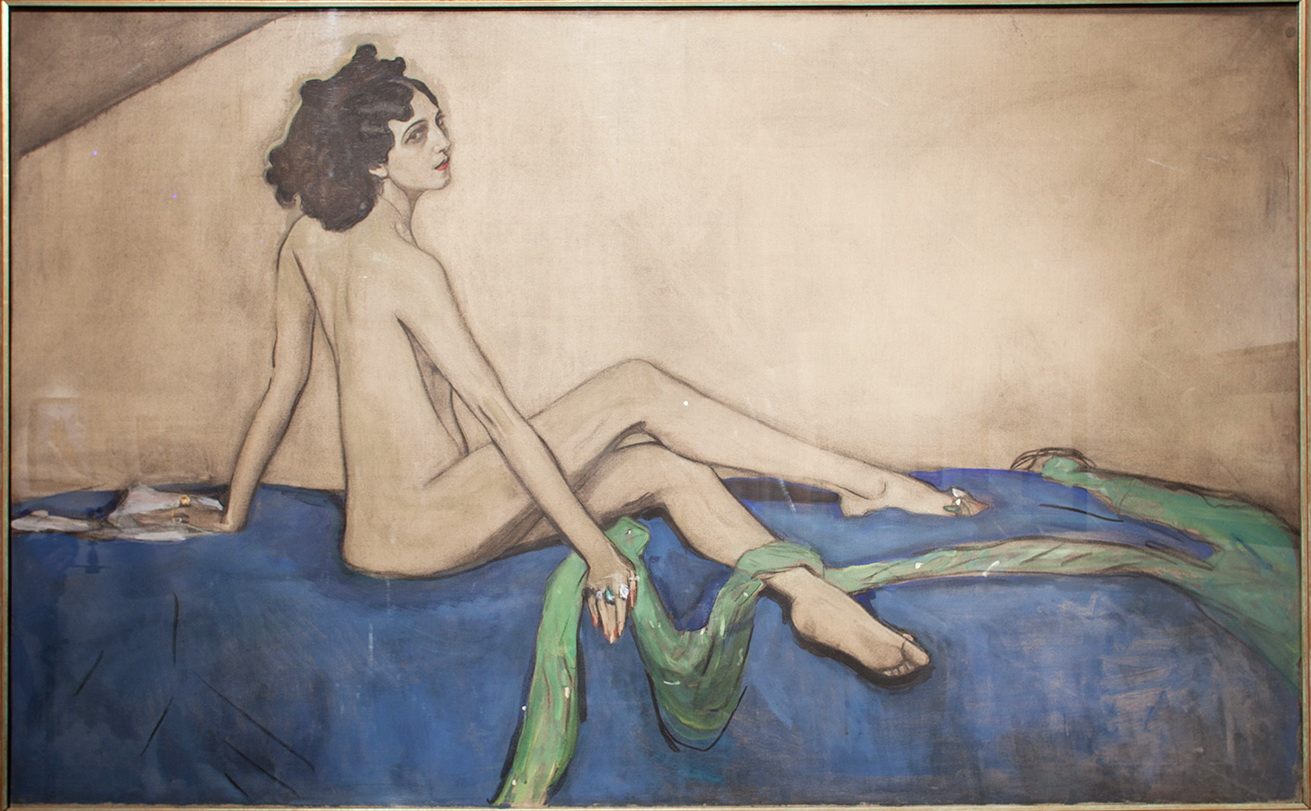
Серов В. А. Портрет Иды Рубенштейн. 1910
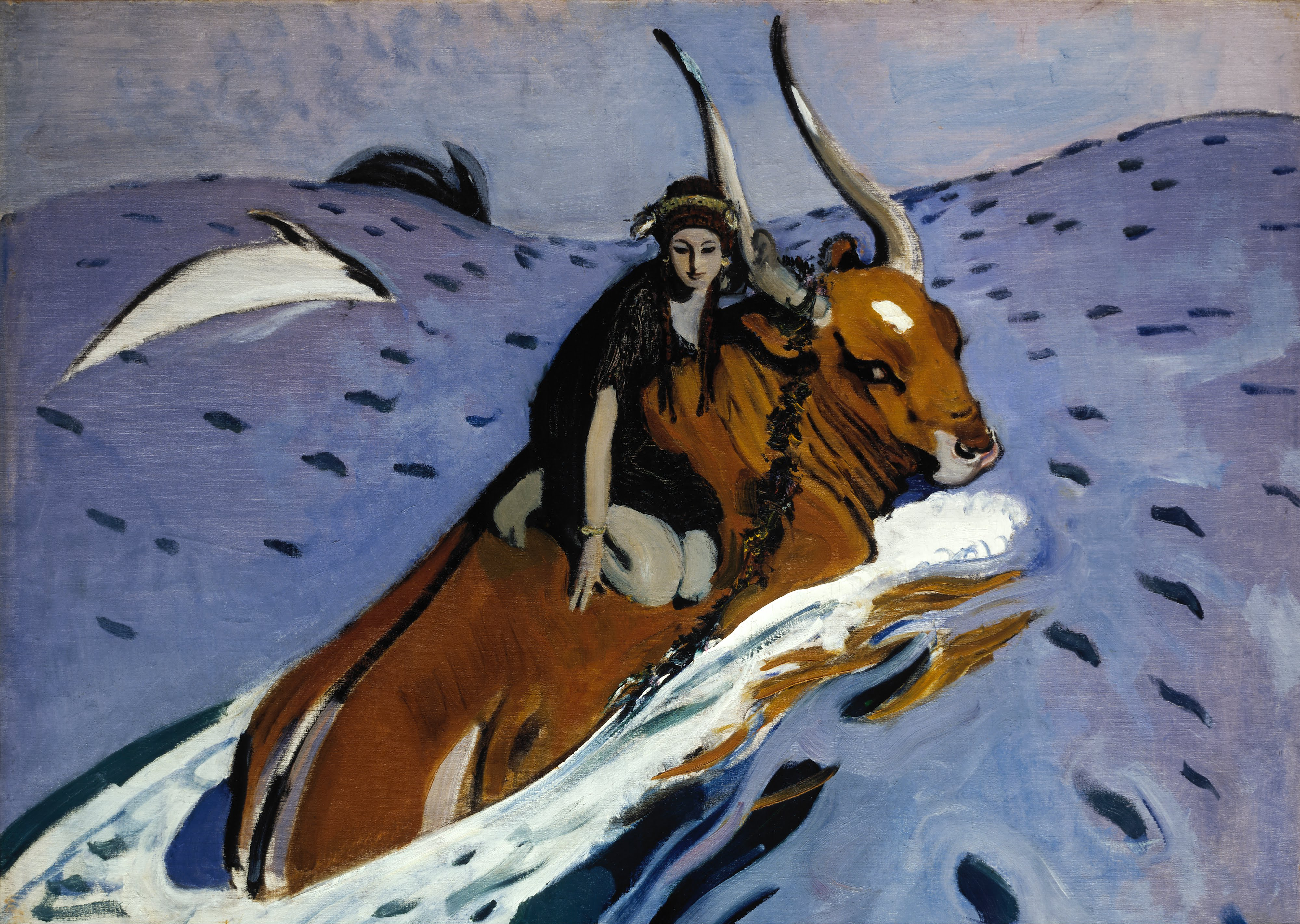
Серов В. А. Похищение Европы. 1910
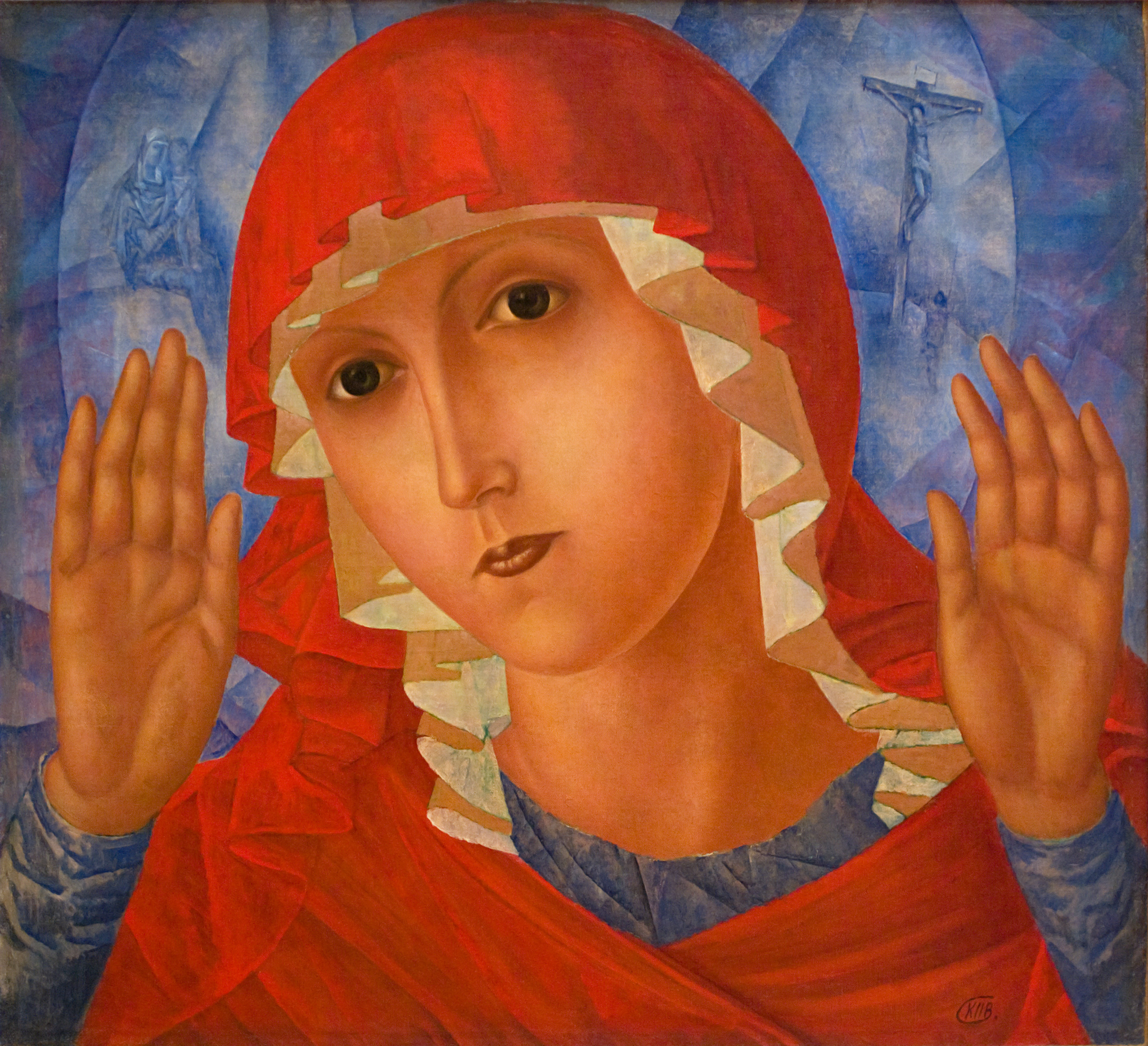
Петров-Водкин К. С. Богоматерь Умиление злых сердец. 1914-1915.
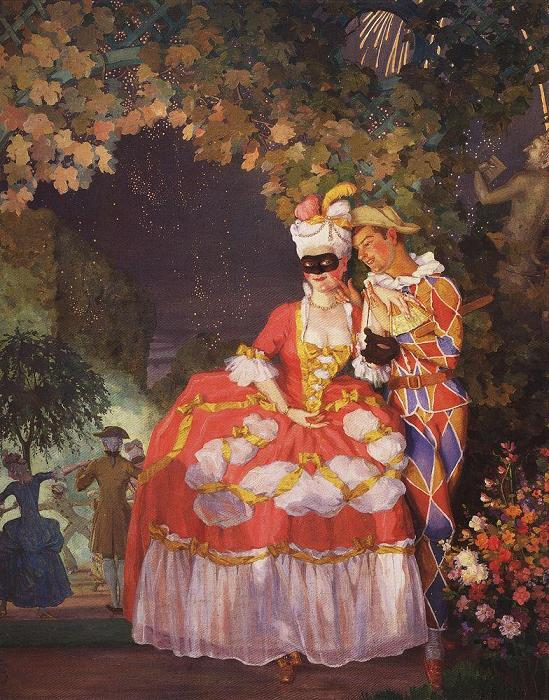
Сомов К. А. Арлекин и дама. 1921
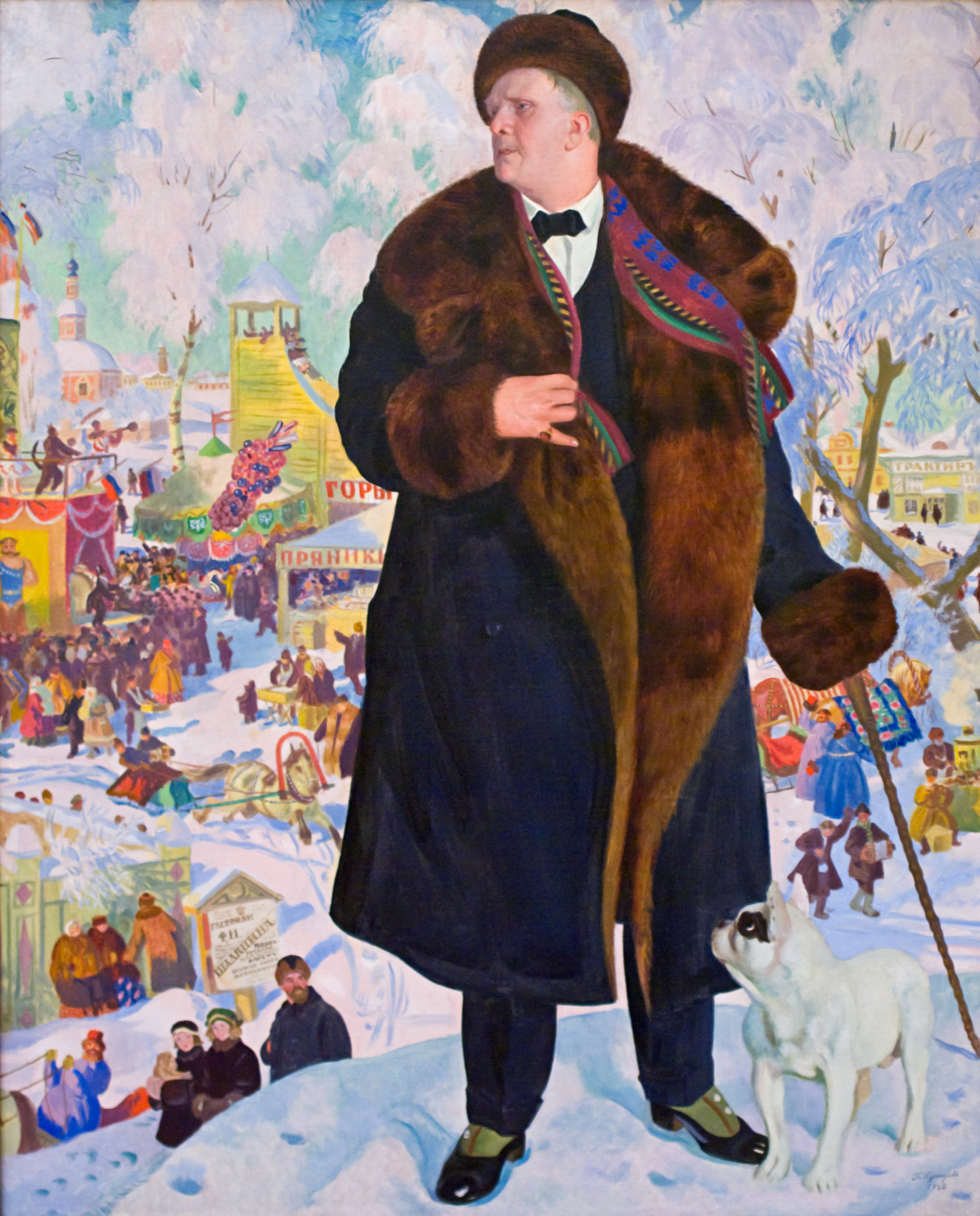
Кустодиев Б. М. Портрет Ф. И. Шаляпина. 1922
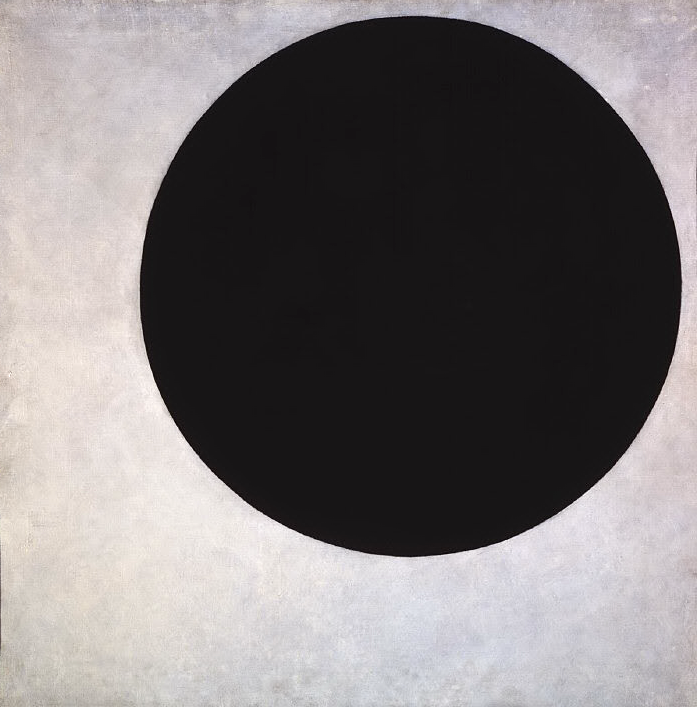
Малевич К. С. Чёрный круг. 1923

Советское искусство — произведения Кузьмы Петрова-Водкина, Веры Мухиной, Сергея Конёнкова, Александра Дейнеки («Оборона Севастополя»), Аркадия Пластова, Алексея Ерёмина, Вячеслава Загонека, Энгельса Козлова, Майи Копытцевой, Бориса Корнеева, Бориса Лавренко, Евсея Моисеенко, Михаила Натаревича, Самуила Невельштейна, Бориса Ряузова, Глеба Савинова, Александра Самохвалова, Виктора Тетерина, Николая Тимкова, Леонида Ткаченко, Михаила Труфанова, Юрия Тулина, Виталия Тюленева, Павла Филонова, Бориса Шаманова, Дмитрия Цаплина, Ивана Ефимова, Алексея Сотникова, Василия Ватагина, Андрея Марца, Алексея Цветкова и других.
Отдел новейших течений был создан в конце 1980-х годов. Одна из задач отдела — закрепить в практике музейного собирательства новые, нетрадиционные виды искусства, новые медии и технологии: инсталляции и ассамбляжи, видео-арт, фотографию и photo-based art, многое другое. Главной задачей отдела новейших течений является отслеживание наиболее актуальных явлений текущего художественного процесса и его отражение в собрании, а также восполнение лакун, существующих в музейной коллекции.
В 2018 году Русский музей посетили более двух миллионов человек.

## Реставрация музейных ценностей

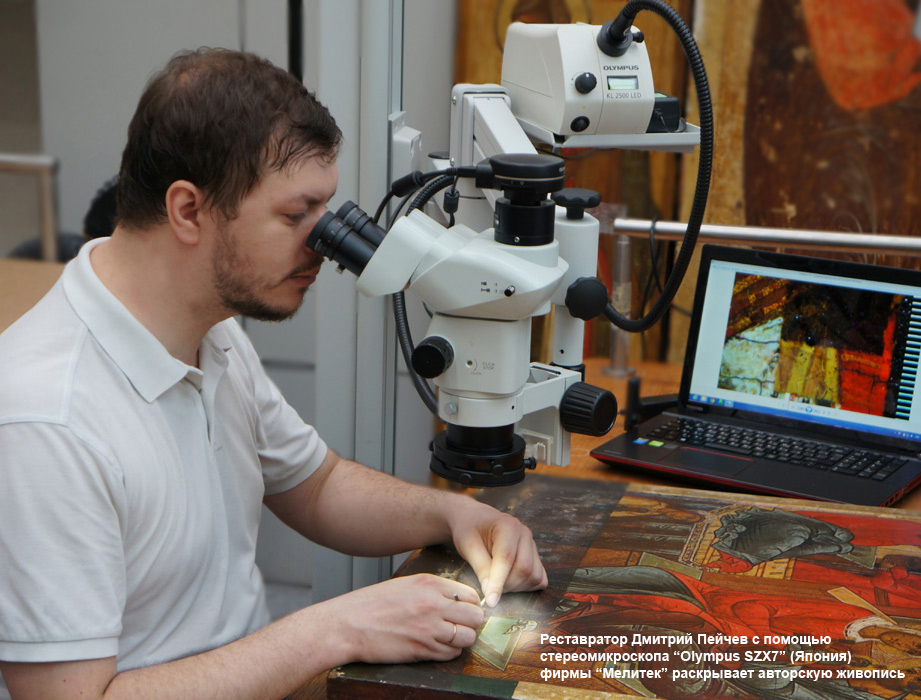
Раскрытие тихвинской иконы XVI века. Фото 2014 года

Все работы по реставрации произведений искусства в Русском музее осуществляются в Службе реставрации музейных ценностей.
В 1906 году был впервые поставлен вопрос о необходимости организации при Русском музее специальной реставрационной мастерской. В это время художник-реставратор А. Я. Боравский составил свой знаменитый проект создания реставрационной мастерской при Русском музее. Однако из-за недостатка финансовых средств ему не суждено было сбыться.
Только в 1922 году реставрационная мастерская при Русском музее наконец-то была создана. Её первый руководитель — художник-реставратор Н. А. Околович. Реставрационная мастерская состояла из двух секций — главную, работавшую на музей и областную, которая занималась работами по спасению памятников культуры в Петрограде и других городах России.
В 1935 году отдел консервации и реставрации разделён на лаборатории и сектора: живописи, новой живописи, скульптуры, прикладного искусства и народного.
В 1950—1960-х годах организуются новые мастерские. В 1953 году — мастерская реставрации графики, в 1954 году — древнерусской живописи, в 1961 году — деревянной скульптуры, декоративной резьбы и мебели и мастерская реставрации тканей, в 1969 году — гипсовой и каменной скульптуры, в 1970 году — прикладного искусства.
В 2014 году в Отделе реставрации музейных ценностей было отреставрировано 4511 экспонатов, из них — реставрация особой сложности — 280 экспонатов. Подготовлено к 77 музейным выставкам 5930 экспонатов (составление актов описания сохранности, профилактическая консервация и реставрация, упаковка и распаковка экспонатов). Проведено 150 заседаний Реставрационной комиссии, на которых рассматривались самые важные вопросы по исследованию и методам реставрации музейных экспонатов.
До 2019 года отдел реставрации состоял из 16 мастерских (секторов) по всем видам материалов, где, по собственным данным, трудились 95 специалистов. Отдел состоял из следующих реставрационных мастерских: станковой масляной живописи, древнерусской живописи, живописи смешанных техник, графики, художественных изделий из керамики и стекла, тканей, художественных изделий из металла, фанерованной мебели, полихромной и золочённой резьбы, резных икон и деревянной скульптуры, картинных рам, гипсовой и каменной скульптуры, новейших арт объектов (создан в 2010 г.) Основной состав отдела составляют художники-реставраторы высшей и первой реставрационной категории. В состав отдела входят также сектор химико-биологических исследований и сектор истории и теории музейной реставрации.
С 1 января 2019 года Отдел реставрации музейных ценностей преобразован в Службу реставрации музейных ценностей.

### Национальная школа реставрации
В феврале 2025 года Русский музей, Министерство культуры России и «Газпром» заключили Соглашение о развитии национальной школы реставрации, координировать которую будет Русский музей. В рамках проекта планируется создание единого межмузейного реставрационного научно-исследовательского центра и развитие в регионах реставрационных мастерских, на основе которых будет сформирована сеть специализированных научно-реставрационных центров. Также будет организована единая цифровая информационная платформа для обмена профессиональным опытом. Проект направлен на подготовку и обучение нового поколения реставраторов, в том числе за счёт системы стажировок для студентов старших курсов вузов и колледжей, содействия развитию волонтерского движения и ознакомления всех желающих с основами реставрации.

## Здания и территории

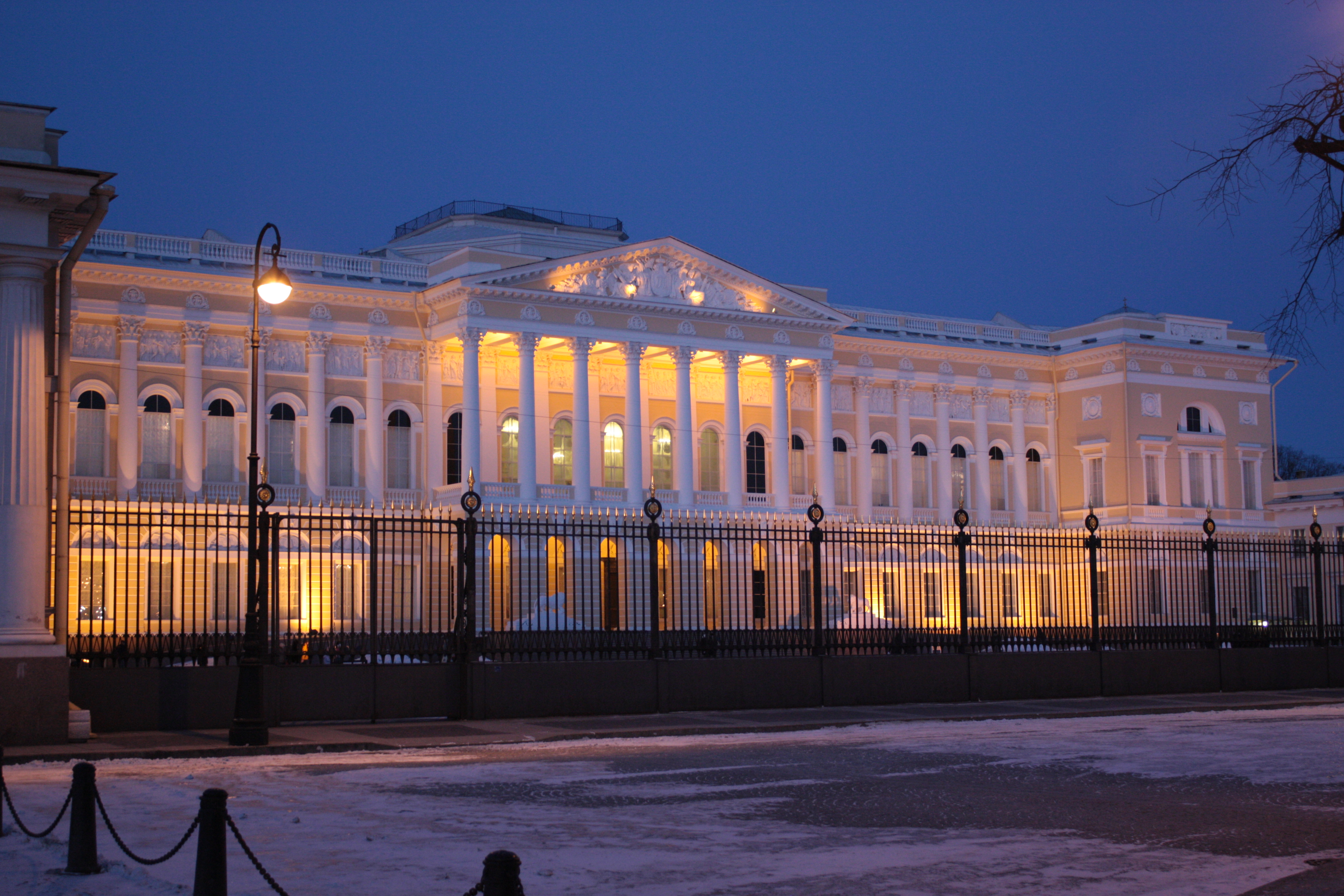
Михайловский дворец в вечернее время

В музейный комплекс Государственного Русского музея входят следующие здания и территории:
- Михайловский дворец

Назван по имени первого владельца — Великого Князя Михаила Павловича. В 1819—1825 годах построен по проекту архитектора К. И. Росси. В 1895 году приобретён в государственную казну после смерти Великого Князя Михаила Павловича и передан вновь образованному «Русскому музею Императора Александра III». В 1895—1898 годах перестроен архитектором В. Ф. Свиньиным под музей. В 1898 году — во дворце открыт «Русский музей Императора Александра III». Общая площадь — 24 173 м².
- Корпус Бенуа

Построен в 1914—1920 годах по проекту архитекторов Л. Н. Бенуа и О. С. Овсянникова как выставочный павильон Академии художеств. Общая площадь — 10 290 м².
- Михайловский (Инженерный) замок

Назван в честь Архангела Михаила — покровителя Дома Романовых. В 1797—1801 годах построен по проекту архитекторов В. И. Баженова и В. Бренны.
В течение 40 дней прослужил резиденцией императора Павла I. 11 марта 1801 года Павел I был убит в замке участниками дворцового переворота. В 1801—1823 годах — передан под жилые квартиры.
В 1823—1917 — во дворце размещено Николаевское Инженерное училище, давшее ему новое название — «Инженерный замок». В 1917 — размещены многочисленные организации-арендаторы. В 1991 году решением Исполкома Ленсовета от 04.08.1988 года № 91 переданы первые помещения Русскому музею, начата реставрация домовой церкви Святого Архангела Михаила. В 1994 году — полностью передан Русскому музею (Распоряжение Правительства РФ No. 307-р от 09.03.1994 года). Общая площадь — 21 402 м².
- Мраморный дворец

Построен по проекту архитектора А. Ринальди в 1767—1785 годах. Предназначался в подарок графу Г. Г. Орлову.
В 1796 году пожалован императрицей Екатериной II Великому князю Константину Павловичу.
В 1917 — национализирован.
В 1918—1936 годах — Российская Академия истории материальной культуры.
В 1937—1991 годах — Ленинградский филиал Центрального музея им. В. И. Ленина.
В 1991 году — передан Русскому музею решением Мэрии Санкт-Петербурга № 695 от 06.12.1991 года.
В 1992 году — началась капитальная реставрация и реконструкция дворца. Общая площадь — 10 432 м².
- Строгановский дворец

Назван по имени владельцев-баронов, позднее графов Строгановых.
В 1738—1743 годах начало строительства под руководством архитектора М. Г. Земцова. В 1753—1760 годах — перестроен архитектором Ф. Б. Растрелли. В 1918 — национализирован.
В 1919 году открыт «Дом-музей бывших Строгановых». В 1925—1930 годах — филиал Государственного Эрмитажа.
В 1931—1988 годах — размещены организации-арендаторы.
В 1988 году — дворец передан Русскому музею решением Исполкома Ленсовета (№ 248 от 04.04.1988)
Общая площадь — 5434 м².
- Домик Петра I

Первый в России мемориальный музей-памятник. Поставлен с 24 по 26 мая 1703 года неизвестными строителями-плотниками из соснового леса по типу шведского деревянного дома. Самое старое строение Санкт-Петербурга. В документах петровского времени назывался «Первоначальным дворцом Петра I» или «Красными хоромами». В 1723 году по Указу Императора Петра I архитектор Д. Трезини возвёл защитную галерею для сохранения здания. В 1844 году архитектором Р. Кузьминым защитная галерея заменена на кирпичный футляр с окнами. В 1889 году по Указу Императора Александра III к футляру с северной и южной сторон архитектором Н. Салько были пристроены тамбуры. Футляр приобрёл вид, сохранившийся до наших дней. Находится на Петровской набережной. Общая площадь футляра — 241,9 м².
- Летний сад

В 2002 году — Распоряжение Правительства РФ № 1772-р от 16.12.02 о передаче Государственному Русскому музею имущественного комплекса государственного учреждения «Летний сад и дворец-музей Петра I» со входящими в него объектами исторического и культурного наследия федерального (общероссийского) значения.
В 2004 году включён в состав Русского музея (Распоряжение Администрации Санкт-Петербурга No. 2270-ра от 29.09.2003 «О ликвидации государственного учреждения „Летний сад и дворец-музей Петра I“». Включает в себя территорию сада, коллекцию мраморных скульптур (92 единицы хранения), Летний дворец Петра I, Чайный домик, Кофейный домик.
- Летний дворец Петра I

Находится в Летнем саду. Построен в 1710—1712 годах архитектором Д. Трезини. Один из самых ранних памятников зодчества Санкт-Петербурга. В исполнении монументальной скульптуры фасадов принимали участие зодчие и скульпторы А. Шлютер, Г. И. Маттарнови и другие. Отделка интерьеров выполнена русскими художниками А. Захаровым, И. Заварзиным и Ф. Матвеевым. Площадь за стройки 411,1 м2.
Общая площадь помещений 675,9 м2.
- Кофейный домик

Находится в Летнем саду. Построен по проекту архитектора К. Росси в 1826 году. Лепной декор фасадов и интерьеров выполнен по эскизам скульптора В. Демут-Малиновского.
Общая площадь помещений — 166,3 м².
- Чайный домик

Находится в Летнем саду. Построен по проекту архитектора Л. Шарлеманя в 1827 году. Декор деревянных стен, имитирующих каменную кладку, выполнен скульптором В. Демут-Малиновским.
Общая площадь помещений — 162,8 м².
- Михайловский сад

Назван по имени владельца Михайловского дворца Великого Князя Михаила Павловича в 1820-х годах. Первый план датируется 1716 годом.
В 1917—1998 годах находится на балансе Государственного предприятия садово-паркового хозяйства.
В 1998 году передан Русскому музею.
Общая площадь — 8,7 га.
- Инженерный сад и сад у Михайловского (Инженерного) замка

Исторически являются частью территории ансамбля Михайловского (Инженерного) замка.
В 1917—1998 годах находились на балансе Государственного предприятия садово-паркового хозяйства.
В 1998году — переданы Русскому музею (Распоряжения КУ ГИ Санкт-Петербурга № 714 от 05.06.1998 г.)
В 2002—2003 годах — реставрация территории сада у Михайловского замка. Площадь Инженерного сада — 1,63 га. Площадь сада у Михайловского замка 1,28 га.
- Павильоны-кордегардии ансамбля Михайловского замка

Построены одновременно с замком по проекту архитектора В. Бренны в 1797—1801 годах. Входили в состав ансамбля Михайловского замка. В 2001 году переданы Государственному Русскому музею на основании распоряжения Министерства государственных имущественных отношений РФ No. 1623-р от 07.06.2001 года. В 2005—2013 году проведена капитальная реставрация Западного и Восточного павильонов-кордегардии. Общая площадь павильонов-кордегардий — 3138,3 м².
- Невский проспект, дом № 19

Построен в 1756 году. В 1830-е году был приобретён графиней С. Строгановой, произведена надстройка дома и перепланировка помещений архитектором П. Садовниковым. В 1830—1918 годы — доходный дом семьи Строгановых. В 1918 году — передан Петроградскому губернскому отделу коммунального хозяйства. Часть нежилых помещений занимают арендаторы. В 2000—2001 гг. — передан в безвозмездное пользование Русскому музею. В 2006 — дом расселён. Русскому музею принадлежат нежилые помещения площадью 705,6 м². В 2007—2010 годах — проведена реконструкция помещений.
- Павильон «Ферма» (Посёлок Тярлево)

Деревянное двухэтажное здание — памятник архитектуры XIX века. Построено по проекту архитектора К. Росси в ложноготическом стиле в 1834 году. В 1995 году передано в оперативное управление Государственному Русскому музею. В 1996 — в бессрочное пользование. В 2005—2006 годах выполнена реставрация фасадов павильона. В 2008—2009 годах — завершена реставрация интерьеров первого и второго этажей с воссозданием декоративного убранства. Общая площадь павильона «Ферма» — 291 к.м.

## Выставочная деятельность
С 2016 по 2019 годы Русским музеем открыты и успешно работают четыре региональных Культурно-выставочных центра: в Казани, Ярославле, Мурманске и Саранске, ставшие площадкой для культурного и профессионального обмена, а также проведения городских и республиканских мероприятий. В 2020 году ещё один Центр открылся в Когалыме.

## Филиалы Русского музея
- Михайловский (Инженерный) замок, архитектор В. Бренна
- Мраморный дворец, архитектор А. Ринальди
- Строгановский дворец, архитектор Растрелли
- Летний сад, Михайловский сад и зелёные территории музея
- Филиал Государственного Русского музея в г. Печоры: Картинная галерея архимандрита Алипия (Воронова)

### Малага, Испания
25 марта 2015 года в городе Малага (Испания) открылся первый европейский культурно-выставочный центр (филиал) Русского музея, договор о создании которого был подписан между Русским музеем и мэром Малаги в мае 2014 года.
Культурно-выставочный центр Русского музея расположен в выставочных помещениях центра «Табакалера», в здании бывшей табачной фабрики. Общая площадь предоставленных помещений составляет 2300 м2.

### Печоры, Картинная галерея архимандрита Алипия (Воронова)[28]
Коллекция архимандрита Алипия (Ивана Михайловича Воронова) включает в себя произведения изобразительного искусства XVIII-XX веков русских и западноевропейских мастеров. В коллекцию включены полотна  И.Айвазовского, В.Поленова, К.Маковского, И.Шишкина, И.Левитана, И.Репина, русских художников-пейзажистов знаменитых и редких. Произведения из коллекции архимандрита Алипия, тонкого ценителя  и собирателя художественных сокровищ, заняли достойное место в собрании Псковского музея-заповедника и Русского музея, обогатив их подлинными шедеврами живописи.

### Виртуальные филиалы
По состоянию на 2019 год, у Русского музея действует более 200 виртуальных филиалов в России и за рубежом.

## Научная библиотека
Музей располагает научной библиотекой, фонды которой насчитывают 170 тыс. единиц хранения. Библиотека размещается в центральной части Михайловского дворца. Её собрание литературы включает редкие издания и книжные коллекции князей Григория и Сергея Гагариных, Евграфа Рейтерна, Алексея Суворина, Сергея Маковского, Александра Бенуа и др. На русском и иностранных языках в фондах представлены издания по теории и истории русского и мирового искусства, архитектуре, музееведению и реставрации. В 1978 году в библиотеке был создан сектор редких книг, насчитывающий в настоящее время[когда?], по собственным данным, около 7000 экземпляров.

## Директора
- 1895—1917 — Великий Князь Георгий Михайлович (Августейший управляющий)
- 1918—1922 — Миллер, Александр Александрович (1875—1934)
- 1922—1926 — Николай Петрович Сычёв (1883—1964)
- 1926—1930 — Воробьёв, Павел Иванович (1892—1937)
- 1930—1932 — Острецов, Иван Андреевич (1890—1944)
- 1932—1934 — Гурвич, Иосиф Наумович (1895—1978)
- 1934—1937 — Софронов, Александр Григорьевич (1890—?)
- 1938—1941 — Цыганов, Николай Алексеевич (1898—1955)
- 1941—1945 — Лебедев, Георгий Ефимович (1903—1958)
- 1945—1951 — Балтун, Пётр Казимирович (1904—1980)
- 1951—1977 — Пушкарёв, Василий Алексеевич (1915—2002)]]
- 1977—1985 — Новожилова, Лариса Ивановна (1929—2005)
- 1985—1988 — Леняшин, Владимир Алексеевич (род. 1940)
- 1988—2023 — Гусев, Владимир Александрович (род. 1945)
- с 10.02.2023 по 24.04.2023 — Цветкова Анна Юрьевна (врио)[31]
- с 25.04.2023 — Манилова, Алла Юрьевна (род. 1957)[32]

## Награды
- Благодарность Президента Российской Федерации (25 мая 2020 года) — за заслуги в развитии отечественной культуры и искусства, многолетнюю плодотворную деятельность[33].
- Благодарность Президента Российской Федерации (21 апреля 2022 года) — за вклад в подготовку и проведение мероприятий, посвящённых 200-летию со дня рождения Ф. М. Достоевского[34].

## Музей внумизматике
В 1998 году Банк России выпустила серию серебряных монет, посвящённую 100-летию музея. 

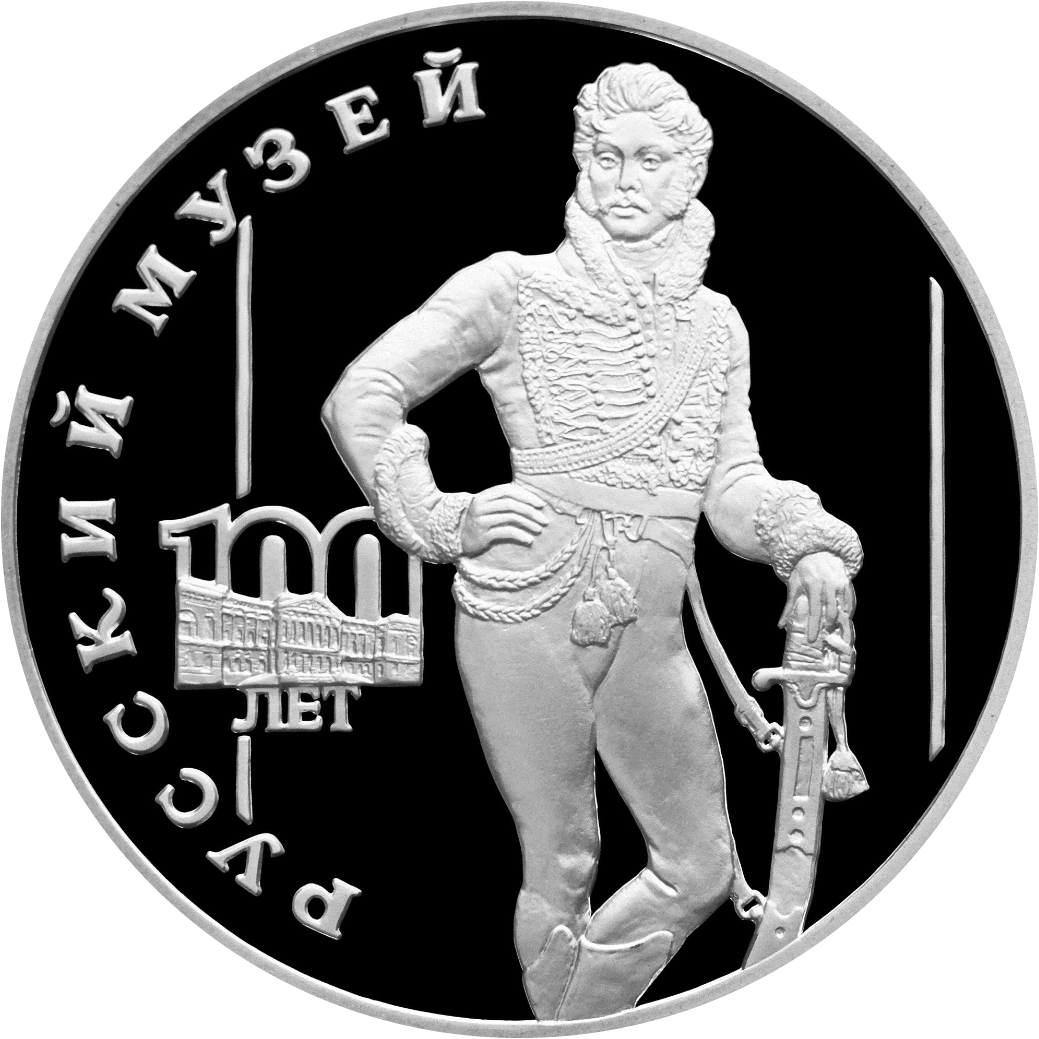
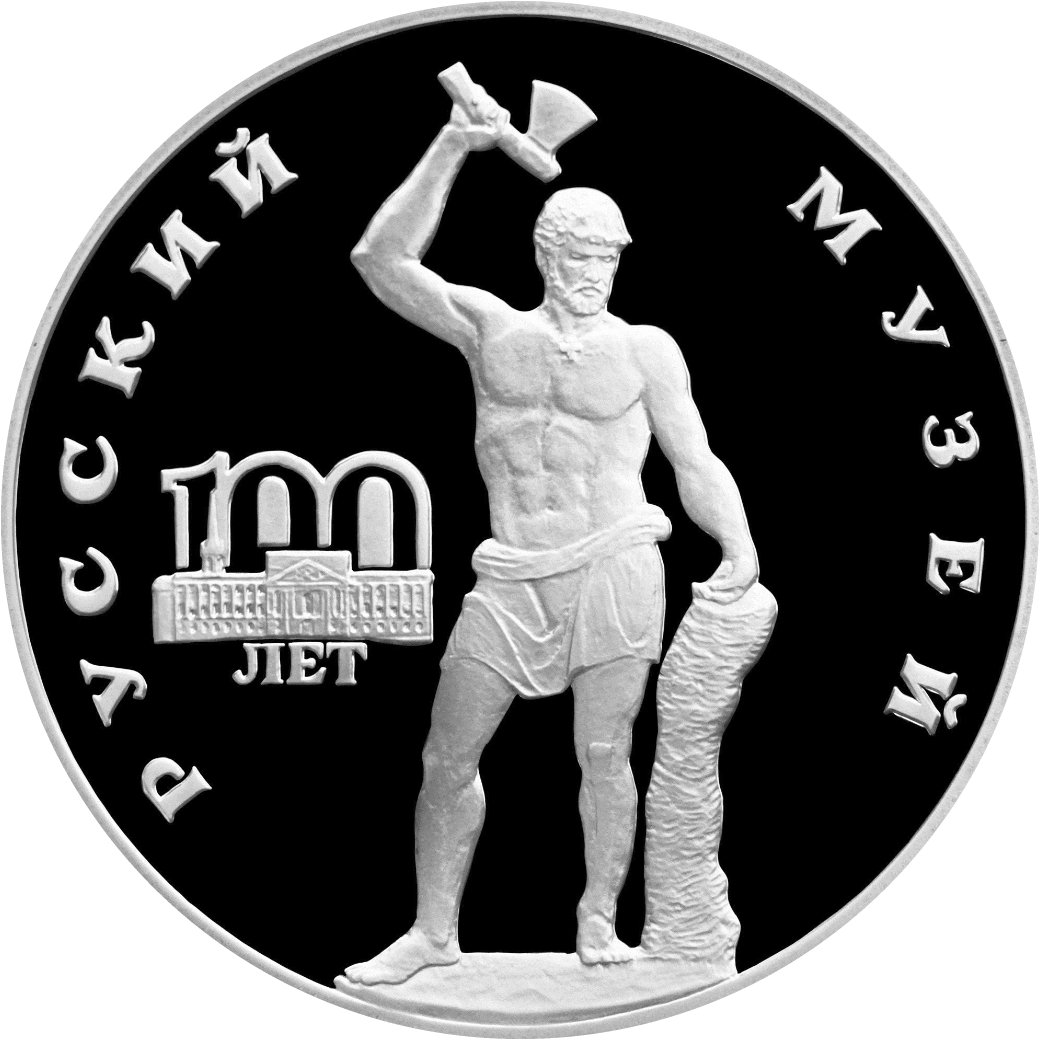
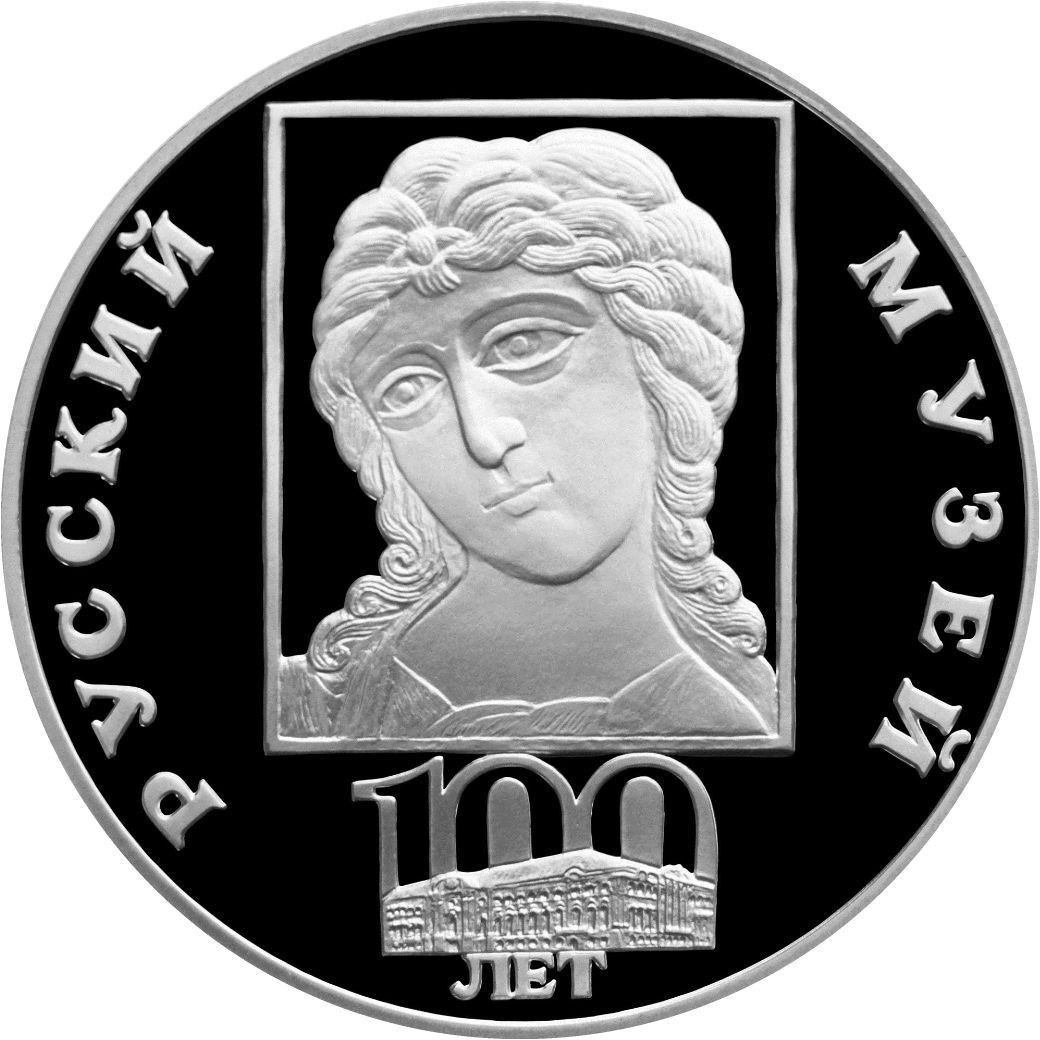
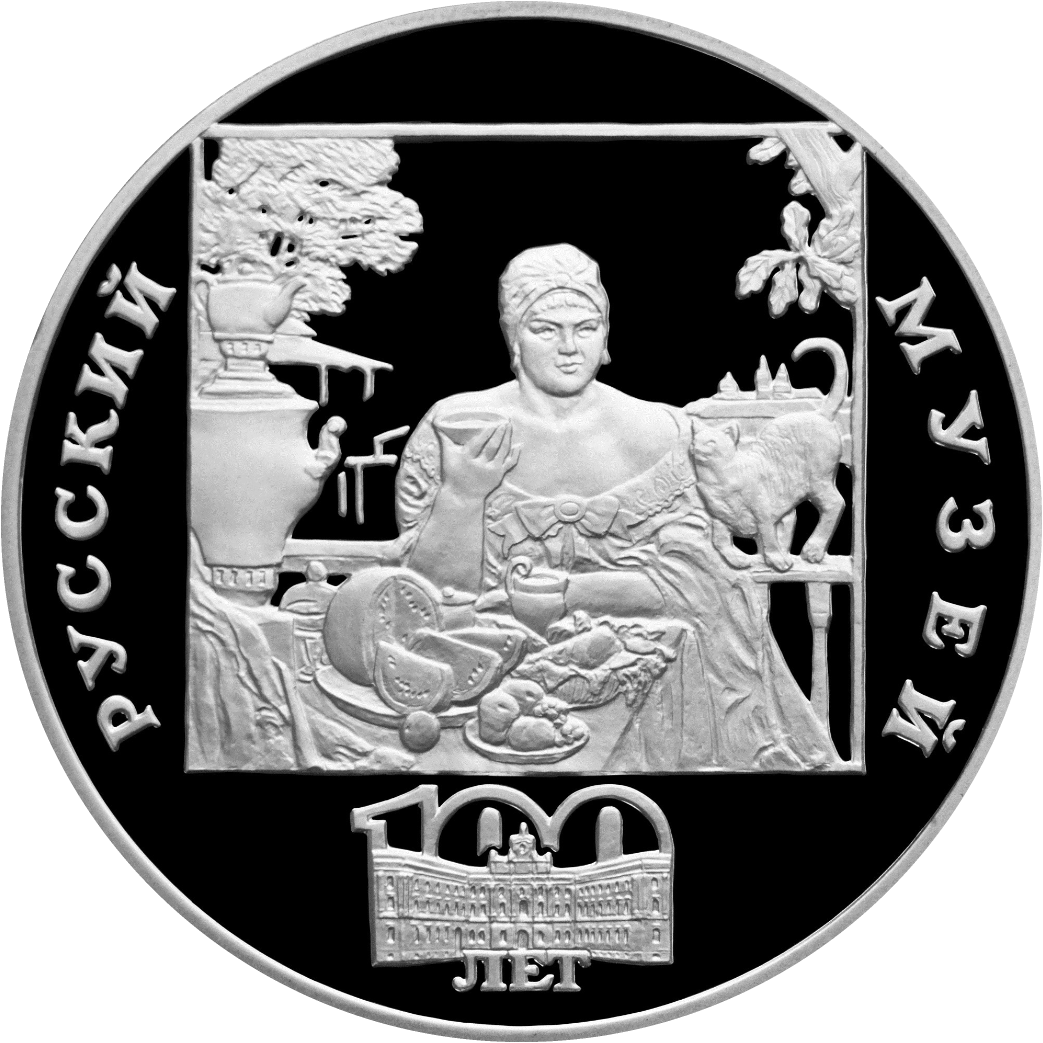

## Музей в филателии
В 2020 году Почта России выпустила почтовый блок, посвящённый 125-летию музея (ЦФА [АО «Марка»] № 2632). На нём представлен Михайловский дворец и портрет подписавшего в 1895 году Указ о создании Русского музея императора Александра III работы И. Н. Крамского (1886, ГРМ).

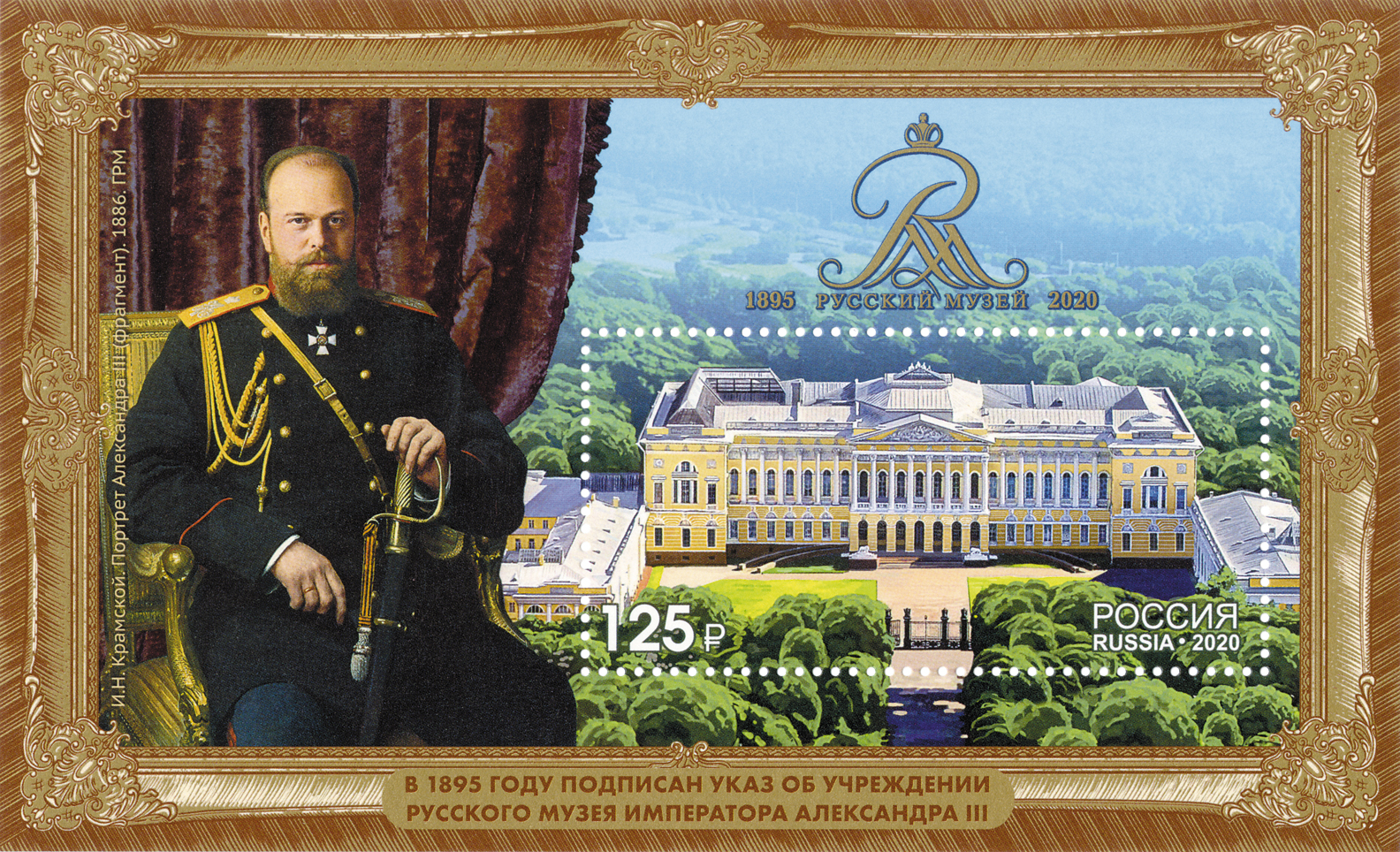